# アルスラーン戦記の登場人物
本項では、田中芳樹の小説『アルスラーン戦記』に登場する人物の解説をまとめる。
声優表記は「カセットブック版 / 劇場アニメ・OVA版 / テレビアニメ版」。

## 主要人物
アルスラーン（Arslan）
声 - 関俊彦 / 山口勝平 / 小林裕介
本作の主人公。作品開始時点で14歳、第2部開始時点で18歳となっている。パルスの国王（シャーオ）アンドラゴラス三世の子で、パルス国の若き王太子、後に第19代国王となる。
秀麗な顔立ちで晴れ渡った夜空のような深い色の瞳を持つ。顔立ちは両親どちらにも似ておらず、後に出生の秘密を母后から聞かされる。
温厚で繊細な性格で、他者に対する深い仁愛の心を持ち、またいかなる苦難に対しても立ち向かえる芯の強さがある。基本的に温厚だが、自分をおもちゃ扱いするギーヴに対しては毒を吐く辛辣な一面もある。作品開始時点では年齢に比して聡明ではあるものの凡庸の域を出ておらず、臣下という形式の仲間たちの力を借りて幾多の危難を乗り越える中で、素直で良識的な心根から目覚しい学習を果たし成長を遂げていく。
「他人の心をつかむ才覚」は天性の物があり、よく聞き、よく用い、よく任せる、という臣下の才能を遺憾なく発揮させる気質、温和ではあるが決断は早く的確など、作中の君主を見渡しても名君たる資質は随一。結果、十六翼将をはじめ、様々な人材がアルスラーンに対し、利害や血筋を超えた忠誠を誓っている。また、名だたる戦士揃いである部下たちの武勲に隠れがちだが、武芸の腕前も人並み以上であり、第2部では獅子狩人（シールギール）の称号も得ている。
幼少期は王宮の外で乳母夫婦に育てられ、自身が王太子であることも知らなかった。しかし乳母夫婦の死をきっかけに自身が王太子であることを知り、王宮へ迎えられた。しかし王からも王妃からも冷たく扱われていた。その上荒川版では王宮の外にいた頃、上述のような性格や凡庸さから近所の子供達にいじめられることも少なくなかった。
初陣である第一次アトロパテネ会戦において、パルス軍は味方の将の裏切りによりルシタニア軍に大敗を喫した際、ダリューンただ1騎に護られて戦場を離脱する。その後、ダリューンの親友ナルサスを頼り、彼を軍師に迎える。その後も多士済々たる仲間が加わり、彼らとともに王都奪還を目指す。
第2部ではルシタニア軍から王都エクバターナを解放し、パルスの奴隷制度を廃止したことから「解放王（サーシュヤント / 「サリューシャント」とルビが振られている箇所もある）」と称される。即位に際して出生の秘密を公表し、周辺国からは「僭王」と罵られ既得権を失った貴族など国内の敵も作ったが、それ以上に質素な生活、巨大な功績、温和な人柄などから一般国民に絶大な人気を誇る。ルシタニアによる侵攻以降、毒舌家ぞろいの臣下に囲まれていたこともあって、ギーヴをして「陛下は悪知恵がたくましくなられた」と評される。世継ぎを望む宰相ルーシャンにしきりに縁談を勧められるが、自分が子を持つと必然的に後継者として期待され、再び国が血統主義に傾いてしまうと忌避しており、困惑している。高貴な姫より素朴な町娘のような女性が好みではあるが初恋の経験すらなく、臣下たちから具体的に女性に興味を持って欲しいと心配されている。エラムただ1人を伴ってお忍びで城下を散策することを趣味としており、その途上で重大事件に遭遇することも多い。「解放王」の由来はゾロアスター教の「救済者（サオシュヤント）」より。
物語の終末において蛇王ザッハークと一騎打ちを行い、これを滅すると同時に深手を負い死亡。末期の願いとしてエラムに宝剣ルクナバードの後継者探しを託し、ダリューンと同じ墓に眠る。
ダリューン（Daryun）
声 - 鈴置洋孝（1-5） → 田中秀幸（6-7） / 井上和彦 / 細谷佳正
パルス国の武将で万騎長（マルズバーン・1万の騎兵を指揮する将）の1人。初登場時27歳。大将軍（エーラーン）ヴァフリーズの甥で、12人の万騎長の中では最も若年。
黒い甲冑と真紅の裏地の黒マントを身に纏い、黒毛の愛馬・黒影号（シャブラング）を駆る黒衣の騎士。
剣をはじめ、弓や投げ槍など数々の武技に優れる。過去に大陸公路最強と謳われたトゥラーンの王弟を馬上から切り伏せたこともあり、大陸公路有数の戦士として名を馳せている。「戦士の中の戦士」（マルダーンフ・マルダーン）や「猛虎将軍」（ショラ・セーナニー/シンドゥラでの呼び名）など数々の異名を持つ。敵、味方双方から「人間相手ならまず負けない」と認識されている。
謹厳実直・質実剛健の武人だが頭も良く、ユーモアや人の心情を解する感性はむしろ豊かで、アルスラーンの精神的な支えとなっている。一方、ナルサスおよび彼の画業に絡むと微妙に口の悪さが滲み出る。
アルスラーンとは臣下として古くから親交を持ち、伯父ヴァフリーズの頼みもあって、第一次アトロパテネ会戦の前には王太子としでてはなくアルスラーン個人への忠誠を誓う。
第一次アトロパテネ会戦の開戦前、パルス軍が得意とする騎兵戦に有利な平原での戦を仕掛けたルシタニア軍の動向に疑問を抱き、アンドラゴラス三世に退却を諫言するが聞き入れてもらえず、さらにナルサスとの関係について「友人」と答えたことでアンドラゴラス三世の怒りを買い、万騎長を解任された。後にアンドラゴラス三世に退却を諫言するようダリューンに促したのがカーラーンであること、そしてその目的が、ルシタニアに寝返ったカーラーンが、パルス侵攻において障害となるダリューンが万騎長の任を解かれるよう仕向けるためであることが判明する。
第一次アトロパテネ会戦での敗北の際、単騎でアルスラーンを救い出し親友ナルサスを頼る。アルスラーンを守護しまたその成長を喜び、日々忠誠心を固くする。シンドゥラ王位継承戦役では、王位を賭けた「神前決闘」においてラジェンドラ王子の代理人を務め、ガーデーヴィ王子の代理人を打ち破り、シンドゥラにもその武勇を轟かせる。
第2部ではルシタニア侵攻時の戦功第一と呼ばれたが、前線での戦いを望んで大将軍の地位をキシュワードに譲り、クバードと共に「大将軍格（エル・エーラーン）」と呼ばれる。アルスラーンへの忠誠は篤く、またその武勇はミスル、チュルクの兵らにも刻み込まれている。グラーゼ、ジムサを失ったキシュワードが責任を取り大将軍の任を解かれた後に、アルスラーンからの要請により「若い主君が国王の重責に耐えているのに自分が逃げてはいけない」と大将軍就任の決意をする。
蛇王戦でも獅子奮迅の働きを見せ、策動する他国軍を一蹴、ついにはエクバターナ攻防戦で宿敵ヒルメスを討ち果たすものの、蛇王ザッハークを前に立つ主君の最後の盾となってその生涯を終える。死の直前まで主君のことを気にかけていた。
ナルサス（Narsus）
声 - 大塚芳忠 / 塩沢兼人 / 浪川大輔
パルス国のダルバンド内海沿岸に広がるダイラム地方の旧領主。初登場時26歳。アルスラーン軍の軍師にしてアルスラーンの政治・軍事の師匠。
シンドゥラ語を始めとする各国語を解し、政務・軍略双方に深く通じ、人心すらも的確に読み当てる。また、名声を得てはいないものの剣術にも秀でる。優しげな容姿に似合わない毒舌家であり、歯に衣を着せることなく発せられる言葉は常に核心を突いたものである。
才知に優れるものの、地位や名誉や金銭には興味がなく、芸術を愛する「偏屈な変わり者」で、自身の絵や芸術を否定する者には手厳しい。しかし、趣味の画才は知勇とは遠くかけ離れたもので、親友のダリューンにことあるごとにけなされ、アルスラーンが硬直し、エクバターナ奪還後にはキシュワードやクバードからも論功行賞の行方を不安視された（第2部では「好きこそものの上手なれ」という教育文化をたった1人で破壊した人物としても知られている）。
政戦両略に長けており、かつてチュルク・トゥラーン・シンドゥラの3国による連合軍が攻めて来た際、流言を巧みに用いて連合軍内に内紛を引き起こし、見事撃退した。その功により、アンドラゴラス3世によって宮廷書記官（ディビール）として抜擢される。しかし、度重なる諫言をアンドラゴラスに忌避され、さらには汚職官僚たちの不正を暴き・報告したことから命を狙われ、宮廷書記官の座と領地を返上し、侍童エラムと2人でバシュル山に隠棲していた。
第一次アトロパテネ会戦の敗戦で落ち延びたアルスラーンとダリューンを匿った際に、アルスラーンより未来の「宮廷画家」の地位を約束されて再び世に出る。アルスラーンと行動を共にする中、パルス国の旧体制や奴隷制の誤りを説き、後のアルスラーン政権の礎を作る。シンドゥラ王位継承戦役の後は、中書令（サトライプ）に一時的に就任するが、その地位をルーシャンに譲り軍師の役職である軍機卿（フォッサート）の地位につく。その知略は凄まじく、政治・戦略・戦術を網羅し、敵の企みを幾度も準備万端で迎え撃っている。
第2部ではパルス国の「副宰相（フラマート）であり宮廷画家」とされるが、本人曰く「宮廷画家であり一時は副宰相」。ルーシャンがナルサスへと宰相の座を渡そうとしているが、彼自身は宮廷画家の地位に執着している。
長年のアルフリードの想いに応えるも、北方マルヤム国境での待機中にヒルメス率いるマルヤム軍の奇襲を受け、アルフリードと共に無念の最期を遂げる。
エラム（Elam）
声 - 佐々木望 / 同左 / 花江夏樹
ナルサスの侍童（レータク）。初登場時13歳。アルスラーンより1歳下で十六翼将中最年少。
ナルサスを師と仰ぎ知勇にも優れる。その知性（毒舌含む）は発展途上だが、鋭さはナルサス譲り。ナルサスを挟んでアルフリードとは口喧嘩が絶えない仲である。またアルスラーンとはナルサスの兄弟弟子でもある。
ダイラム地方の領主テオスの下で働いていた奴隷を両親に持ち、父テオスの急死により息子ナルサスが家督を相続した際に行った奴隷解放で自由民の身分となった。両親の遺言で侍童としてナルサスに仕え、彼の下で家事などの仕事をそつなくこなしていた。
アルスラーンの請いでナルサスが山を降りた際、アルスラーンたちの身辺を世話すべく行動を共にする。その他、変装して王都へ偵察に行ったり、火を放って火事を起こしたりといった裏方の仕事も務めている。当初はナルサスへの忠誠心からアルスラーンに従っていたが、ペシャワール城塞への逃走中にナルサスとはぐれた際、直接の交流を経てアルスラーンの人柄を知り、その後もシンドゥラ遠征、アルスラーンの追放、王都奪還に至る道程で身分を越えた親交を深め無二の親友となる。
第2部ではパルス国の侍衛長（ケシュタク）。アルスラーンの側近として行動を共にし、お忍びにも同行する。ギーヴ、ジャスワントと共に使者としてチュルクへと赴く。「指図振りがナルサスに似てきた」とはダリューンの評。
蛇王戦ののち唯一老齢まで生き残り、在りし日のアルスラーンを知る最後の一人となる。臨終の際のアルスラーンから宝剣ルクナバードを託され、ギーヴとファランギースを補佐役にその後継者探しを遺言される。その後シンドゥラのパルス人自治区（パルスタン）に移り住み、シンドゥラ軍に加勢して出征したりしていたが、蛇王戦から50年後、時のシンドゥラ国王の勧めでパルス再統一の足がかりとしてペシャワール奪取のために進発、その攻城戦の最中、キシュワードの孫ロスタムが宝剣ルクナバードの後継者であることがわかりアルスラーンの遺言を果たすと、その父アイヤールにロスタムの最初の臣たれと諭し、両名を戦場に送り出す。一人戦場から離れて佇むうち、白昼夢のように懐かしい仲間たちの魂に迎えられ、ペシャワール落城の朗報を待つことなく68年の生涯を閉じる。
ギーヴ（Gieve）
声 - 矢尾一樹 / 同左 / KENN
流浪の楽士を自称する美青年。頭髪は赤紫色。アルスラーンの異称である「解放王」の名を最初に称したのは、ギーヴだとされている。
生い立ちやエクバターナ防衛戦以前の経歴は明らかにされていないが、歌や楽器だけでなく剣や弓の扱い、さらには女性の扱いにまでも優れる。特に弓の扱いに関しては神業的な腕前を誇る。剣技についても、銀仮面ヒルメスの猛攻をしのぎ切るなど、ダリューン・ヒルメスには譲るものの相当の腕の持ち主であり、万騎長と並ぶレベルである。金目の物もかなり好きで、生きている人間相手の窃盗強奪はしないものの、死人の所有物に関しては「死人には必要ないものだから有り難く頂くべきだ」という考えを持っている。飄々とした性格でどこか人を食った発言も多いが、アルスラーンが王城の外で育ったことを見抜くなど、洞察力は鋭い。本人曰く、2枚の舌に加え、10以上の“色のない舌”を持つ。ギーヴならぬ悪鬼（デーヴ）の尻尾を苦労して隠しているらしい。自らをアシ女神の僕とし、ファランギースをアシ女神の化身と呼んでいる。彼女に対して好意を持っているのは確かだが、彼女にあしらわれることも楽しんでいるそぶりも見られる。
第一次アトロパテネ会戦の敗戦後、王都エクバターナがルシタニア軍に包囲された際、囚われの万騎長シャプールの「敵に穢されるより同胞パルス人の手で死にたい」との意を受けて遠矢で射殺する。その後王都を抜け出し、絶世の美女ファランギースへのつきまとい同然の形でアルスラーン陣営に加わる。ファランギースを挟んでクバードとは男の争いが絶えない仲である。他人の奉仕を当然と思っている王侯貴族という人種を軽蔑しているが、行動を共にするうち、王族らしからぬアルスラーンに興味を持ち好感を抱くようになる。後にナルサスの策略で、パルス諸侯の不満を折衝する目的でアルスラーン軍から出奔し、伝説の宝剣ルクナバードが納められたデマヴァント山へ斥候（実は本人の気まぐれ）に向かう。そこで偶然ヒルメスが宝剣ルクナバードを掘り返さんとしているところに出くわし、蛇王の封印が解けることを防ぐ。第二次アトロパテネの戦いにおいてルシタニア軍で最も高潔な騎士と謳われたモンフェラート将軍を討ち取り、パルス王室の財宝が暴兵に奪われることを防ぐ。
第2部ではパルス国の宮廷楽士にして巡検使（アムル）。飄々とした性格は相変わらずで「不逞・不遜・不敵と三拍子揃った男」「火を消す代わりに洪水を起こす」と言われる。国王直属としてパルス国内を自由に旅して得た情報をアルスラーンに報告する任務を帯びており、ナルサスの意を受けて遊軍的役割を担うこともある。アルスラーンに仕えてはいるが「パルス随一の色事師」振りは健在である。チュルクへの大使となったり、オクサスに向かったファランギースとアルフリードを助けた後、道に迷い旧バダフシャーン公領で一騒動起こす。
パルス領内を侵攻中のミスル軍を率いるヒルメスと遭遇し、彼をエクバターナに走らせ、本隊を率いるフィトナを射殺、ミスル軍をたった1人、しかも言葉と3本の矢を放ったのみで撤退させる。そのため蛇王戦には遅れて参戦する。蛇王戦後まで生き残り、アルスラーンからはファランギースとともにエラムの補佐役を遺言される。シンドゥラに作られたパルス人自治区（パルスタン）のためにエラムとともにシンドゥラ軍の加勢や亡命パルス人の支援など、それまでの生き方からかけ離れた生真面目な宿将の一面を見せている。シンドゥラ熱帯地方への従軍の際、蚊を媒介にした熱病にかかり徐々に衰弱、自称38歳で没する。
ファランギース（Farangis）
声 - 勝生真沙子 / 同左 / 坂本真綾
ミスラ神を信仰する女神官（カーヒーナ）。22歳。文武両道に優れる才女の上、黒絹の髪・緑玉の瞳・白珠の肌・糸杉の身体を持ち、「銀色の月のような」と称される、「自他共に認める」絶世の美女。
弓の扱いに優れ、精霊（ジン）の声を聞き、水晶の横笛を奏でることで彼らを使役することもできる。その美貌からギーヴやクバード、ラジェンドラらから言い寄られるが、本人はあっさりと拒絶している。言い寄る男たちに辛辣である一方で、年下のアルスラーンやアルフリードに対しては、姉のように面倒見の良い大人の女性としての優しい顔を見せる。相当な酒豪でもあり、ギーヴやラジェンドラが束になっても敵わない。
ミスラ神殿がアルスラーン生誕時にその名で寄進されたものであることから、第一次アトロパテネ会戦の敗戦の報を受けた神殿よりアルスラーンを守護するべく派遣された（実際にはその名目で追い出された可能性が高い）。偶然から同行することとなったギーヴと共にアルスラーンたちと合流する。王都奪還までの間、ダリューン、ナルサスと共にアルスラーンを心身両面から支える。
大戦後はフゼスターン地方の神殿に戻るが、改めてアルスラーンに呼び出されて巡検使と宮廷顧問官（ブラフマン）に任じられる。過去に恋人はいたが、それ以外に男性との噂は全くなく、ギーヴやクバードに思いを寄せられている件については「どっちが先にふられるか」というのが周囲の評である。湖上祭でかつての恋人の弟グルガーンと再会することとなる。オクサス地方の変事にアルフリードと共に調査に向かい、蛇王復活の兆候を目の当たりにする。
蛇王戦後まで生き残り、アルスラーンからはギーヴとともにエラムの補佐役を遺言される。先にシンドゥラに疎開してパルス人のまとめ役をしていたキシュワード夫人のナスリーンを補佐して相談役などを務めるが、のちに神殿を建てて隠棲し、48歳で病没する（詳細は描写がないため不明）。

## パルス

### 十六翼将
アルスラーンの主な臣下たちを「解放王アルスラーンの十六翼将」と呼ぶ。これはパルスの軍事制度上の正式な役職ではなく、アルスラーンと共に王都を奪還し、その後もその治世を支えて活躍したとされる伝説的な英雄たちに対する、作品世界における後世の人々からの称賛を込めた呼び名である。吟遊詩人がアルスラーンの事跡を物語る時、聴衆に向かって「十六翼将の名を知るや？」と問い、聴衆は指折り数えてこれに応じるという。最後の1人であるパラフーダが加わった直後にザラーヴァントが戦死したため、16人全員がアルスラーンの前に揃ったのは1度だけである。
第一部完結時の田中芳樹による後書きでは、当初の予定は十四翼将の予定であったことが述べられている。
下記の5名の十六翼将については、上記を参照のこと。
- ダリューン
- ナルサス
- エラム
- ギーヴ
- ファランギース

アルフリード（Alfreed）
声 - 佐々木優子 / 渡辺久美子 / 沼倉愛美
山賊を生業とするゾット族の族長ヘイルターシュの娘でメルレインの妹。初登場時16歳。騎馬民族であるパルス人らしく馬や弓の扱いにも長け、料理より弓が得意なほど（ただし「あたしの矢はときどき近眼に」なり、味方を射落としてしまう、とは本人の言）。陽気で気が強い一方で、捕虜となったルシタニア避難民の面倒をこまめに見るなど、細やかで情に厚い性格。ナルサスに惚れこみ妻になることを目標としている。ナルサスを挟んでエラムとは口喧嘩が絶えない仲である。
ペシャワール付近にて、縄張りに侵入したヒルメス一党を父や手下と共に襲うものの返り討ちに遭い、父や手下を失う中、ナルサスに助けられた。そのままナルサスに同行し、父の敵討ちも兼ねてアルスラーン陣営に参加する。
第2部ではパルス国の巡検使。態度が曖昧なままのナルサスとの仲はいっこうに進展していないが、パルスの現状と副宰相としてのナルサスの立場を慮り、許容している。幾分女性らしさを身につけたが、剣技や弓の腕も向上している。ファランギースと行動を共にすることが多く、オクサス地方への調査行にも同行する。
知り合って5年の歳月を経てようやくナルサスと結ばれるが、ゾット族長として黒旗を携行し赴いた最後の戦いにおいて、夫となるナルサスがヒルメスによって討ち取られる。反撃し彼の左腕に傷を負わせたが、直後にブルハーンの矢によって致命傷を受けてしまう。最後の力を振り絞り、ナルサスの遺骸に寄り添って、彼を庇うような体勢で亡くなった。
山賊らしくない「高貴な女性の名」を持つ理由や、彼女が兄を置いて族長に指名された理由は明かされなかった。
メルレイン（Merlain）
声 - 中原茂 / 子安武人 / 日野聡
ゾット族の族長ヘイルターシュの息子にしてゾット族の族長代理。アルフリードの兄。弓の扱いに優れ、「パルスで2番目の弓の名手」と自称する（後にギーヴとファランギースに出会ってこの売り文句を訂正する必要を認めた）。秀麗な顔立ちながら常に不機嫌な表情をしている（ように見える）ため誤解されやすく、「愛嬌を落っことして生まれてきた」などと評される。ひよわいほどしとやかな女性が好みだが、自分の理想の女性を探すも見つからず、失望と失恋を繰り返している。
父がヒルメスに殺害された後、敵討ちと息巻いて消息不明になった妹アルフリードを探してパルスを放浪する（父が妹であるアルフリードを次期族長に指名していたため。このスタンスは第2部でも崩していない）。クバードとの出会いやアルフリードとの再会を経てアルスラーン陣営に与することになる。
一時はマルヤムの内親王イリーナに、ヒルメスと会うための旅の助力を依頼され、行動を共にしていた。王都奪還においては、アルスラーンから授かった「ゾットの黒旗」を掲げるゾット族を率いて勇戦し、エクバターナに入城する。
第2部ではナルサスの命でゾット族を率いてチュルクに潜入するなど、遊撃部隊として正規軍にはできない活動を担う。クバードと行動を共にすることが多い。デマヴァント山捜索隊に参加したときには、飛行する怪物たちの中にある籠に唯一気がつくなど、その視力のよさを見せる一面があった。
ヒルメス一党に妹アルフリードと妹婿となるはずだったナルサスを討ち取られた知らせを受け、復讐を誓う。第16巻でブルハーンと決闘し、アルフリードの仇を取る。その後、マルヤム軍が駐留するザーブル城攻略に際してゾット族を率いて夜襲し、火を放って混乱させる。これによりマルヤム軍は、実質的に率いていたヒルメスが逃走したこともあり大混乱に陥り、国王ギスカールを失ったマルヤム軍はパルス軍と講和して撤退する。
蛇王戦では王都襲撃時にザッハークへ果敢に挑むものの、力及ばず背に負った旗ごと切り倒された。
ジャスワント（Jaswant）
声 - 松本保典 / 結城比呂 / 羽多野渉
シンドゥラ国ガーデーヴィ王子派の世襲宰相（ペーシュワー）マヘーンドラの部下（隠し子であると匂わせる描写もある）。浅黒い肌を持ち、武勇に優れ、その身のこなしは黒豹に例えられ、剣さばきはシンドゥラの太陽のように激烈であると評される。誠実で生真面目で義理堅く温厚な性質で、妓楼のシンドゥラ女に騙されて金を巻き上げられても、同郷の者の役に立てたと喜ぶ始末である。
ガーデーヴィが王位継承をラジェンドラと争う中、密偵としてラジェンドラ軍に参加し、アルスラーンに3度命を助けられる。ガーデーヴィが敗死したことで行き場を失うが、命の恩人でもあるアルスラーンに誘われて陣営に加わる。以後は侍衛士として、アルスラーンの身辺警護をダリューンから引き継いだ。命の恩人であるアルスラーンに忠誠心を抱いており、褒美をもらってもかえって「水臭い」と思っている。アンドラゴラス三世によって追放されたアルスラーンを慕い、ダリューンらとともにペシャワールを離脱した。
第2部ではパルス国の侍従武官で、国王に即位したアルスラーンをエラムとともに護衛する。ギーヴ、エラムと共にチュルクへの使者となり、その後クバードとともにデマヴァント山の封鎖に赴くなど、アルスラーンの護衛の割に遠出する例も多い。パルス人ではないため、蛇王ザッハークに対する恐怖心がなく、他の諸将が事あるごとに動揺するのを不審がる。
魔軍襲来に際し婦女子をシンドゥラに避難させるため、アルスラーンの命により特使兼護衛として隊を率いていたが、捕虜として居たパリパダが脱走。これを水中にまで追い討つが深手を負う。そのままシンドゥラにてラジェンドラII世に謁見し、特使としての使命を果たした直後に絶命した。
キシュワード（Kishward）
声 - 納谷六朗 / 中村大樹 / 安元洋貴
パルス国の武将で万騎長の1人。パルス歴代の武門の出で、二つの剣を使うことから「双刀将軍」（ターヒール）と呼ばれる。美髯を蓄えている。アルスラーンとは2羽の鷹が縁で、昔から個人的な親交があった。かつては西方国境の守護に当たっていたが「生ける城壁」「双刀将軍キシュワードあるかぎりミスル軍はディジレ河を越えるあたわず」と呼ばれるほどの豪勇から、ミスル国が講和の条件として城砦を譲る代わりに彼を東方国境への異動をするよう要望したという逸話がある。
第一次アトロパテネ会戦時は、僚友である万騎長バフマンとともに東方国境のペシャワール城塞の守護の任についており、敗戦の難を逃れた。戦場を離脱しペシャワール城塞に辿り着いたアルスラーンらを迎え入れ、ルシタニア軍追討に邁進する。アンドラゴラス三世復帰後は謹厳実直な性格から、主君への忠誠とアルスラーンへの好意の板ばさみとなり苦悩する。王都奪還戦ではルシタニア軍の双璧の1人ボードワン将軍を討ち取るなどの武勲を上げる。
第2部ではダリューン、クバードと並び、大将軍（エーラーン）の候補とされたが他の2者が固辞し、またキシュワードも大将軍はダリューンにと3者の「譲り合い」（実際は押し付け合い）になったため、アルスラーンの裁定で大将軍に任じられる。第一次アトロパテネ会戦で戦死した万騎長マヌーチュルフの娘ナスリーンと結婚し、息子アイヤールを授かる。大将軍になってからは前線で戦う機会が減ったが、エクバターナ地下に設けられた蛇王ザッハーク一党の神殿調査の際はダリューンを差し置いて調査に赴いた。その際「大将軍命令である、これが権限を得るということだ」とダリューンを憤激させ、アルスラーンを大笑いさせた。
ギランへの軍資金調達の際に、ギランで総督代理のグラーゼ、ギランからエクバターナへの帰路で発生した魔軍との戦闘でジムサの2将を失った自責の念にとらわれ、自殺を警戒したナルサスの進言を受けてアルスラーンにより大将軍の任を解かれる。
第16巻のエクバターナ攻防戦において、ザッハークの両肩の蛇を斬り飛ばすも直後のザッハークからの斬撃に屈し、主君及び自身の妻子を想いながら戦火に斃れる。
クバード（Kubard）
声 - 島田敏 / 中田和宏 / 三宅健太
パルス国の武将で万騎長の1人。左眼が一文字に潰れている（片目の傷は伝説上の怪物である「三頭竜（アジダハーカ）」と戦ったときの傷と言っている）。通称「ほら吹きクバード」は自身も気に入っているらしく、自称している。かなりの酒豪で、彼をしのぐ者はファランギースくらいであろうと言われる。
豪放磊落かつ陽気な性格で、部下や弱者に対しては気配りもよく、部下たちからの信頼も厚い。目上の者に対して遠慮しない性格で、アトロパテネ会戦時に国王アンドラゴラス三世が戦場から離脱したのを見て「兵士を見捨てて逃げるような王に従う義理はない」と放言し、一時与力したヒルメスに対しては素顔を仮面で隠すことを痛烈に批判している。
第一次アトロパテネ会戦の敗戦で、参戦した万騎長の過半が戦死する中を生き残った。その後は軍を離脱し各地を放浪、サームに請われ一時はヒルメスに仕えるが、紆余曲折を経てアルスラーン陣営に加わる。アンドラゴラス三世復帰後は、主君に距離を置きつつも離脱したダリューンに代わり万騎長として、王都奪還戦に参戦している。
第2部時点では、アトロパテネの敗戦から王都奪還までに生き残った万騎長の中では最年長だったが、候補だった大将軍の職を「柄じゃない」とあっさりキシュワードに譲った。ダリューンと共に大将軍格とされ、東方のペシャワール城に常駐する。ファランギースにも好意を示していることから、何かとギーヴと比較されるが、「ギーヴ卿は美女好き、クバード卿は女好き」とのこと。また、彼女を挟んでギーヴとは男の争いが絶えない仲である。「クバードの車輪戦法」と呼ばれる波状攻撃を得意とし、ペシャワールにおける魔軍襲来に際しては眷属をなぎ倒し、指揮官の狂戦士イルテリシュに対して「ペシャワールは未来永劫渡さない」と宣言した。トゥースの死後に、2代続けて殉職となったエクバターナ城司の任を引き受ける。
第16巻のエクバターナ攻防戦では、そのイルテリシュと戦いの最中、双方片目ずつを失うという圧倒的不利な状況から両者相討ちに持ち込み戦死する。
トゥース（Tus）
声 - 小杉十郎太 / 土田大
パルス国の武将。20代後半で銀貨（ドラフム）のような瞳を持つ。寡黙な男だが、後方撹乱や護衛等の地味な任務も忠実にこなし、アルスラーンからも高い評価を受ける。ナバタイに伝わる鉄鎖術の達人で、多くの敵をこの鉄鎖で討ち取る。
南方ザラの守備隊長の任に就いていたが、第一次アトロパテネ会戦後、アルスラーンの檄を受けてペシャワール城塞に馳せ参じる。
第2部では亡き戦友バニパールの娘3人を妻に迎え、クバードをして「むっつりすけべ（ハーチムマイマイ）」とあきれさせる（殺し合いになってもおかしくない侮蔑語であるらしいが、当人は至って鈍感であった）。3人の妻を娶るまでの話はパルスの説話になったという。ペシャワールにおける魔軍襲来に際して全治1カ月以上の深手を負う。ザラーヴァントの死後にエクバターナ城司となるが、王宮を襲った地震の際に崩れ落ちた瓦礫から、国王アルスラーンを護り殉職する。
イスファーン（Esfan）
声 - 小西克幸
パルス国の武将。20代前半。中背で引き締まった体、瞳は透き通った琥珀色。万騎長シャプールの異母弟。正妻によって母とともに冬山に捨てられた際に狼たちに守られたことから、「狼に育てられた者（ファルハーディン）」と呼ばれる。真面目な性格で亡くなった兄を敬愛しており、本人に乞われてシャプールを射殺したギーヴに、事情を理解しながらも複雑な心情が拭えず、剣で斬りかかるなど激しい一面も見せた。
第一次アトロパテネ会戦後、アルスラーンの檄を受けてペシャワール城塞に馳せ参じる。
第2部ではパルス国の統制官（ミフラーン。万騎長と千騎長の間の地位）。2匹の子狼「火星（バハーラム）」「土星（カイヴァーン）」を保護して自ら育てている。クバードとともにデマヴァント山の封鎖に赴く。その途中の魔物退治の逸話は後世に伝わり、俗謡にもなったという。ペシャワールにおける魔軍襲来に際しては狂戦士イルテリシュと刃を合わせ、彼をかばったバハーラムを目の前で斬殺される。エクバターナに戻る途中で、各地で問題を起こしている「旅の楽士」の噂を聞いて旧バダフシャーンの王太后府へと単騎で赴き、イルテリシュと遭遇、ギーヴと協力したものの討ち損じ、そのまま王都に戻った。
第16巻のエクバターナ攻防戦では魔軍相手にその驍勇を発揮するが、その最中にパルスで暗躍する「尊師」の手によって殺される。
ザラーヴァント（Zaravant）
声 - 星野充昭 / 小野友樹
パルス国の武将。第2部時点で29歳。パルスでも有数の名門諸侯、オクサス領主ムンズィルの息子で、膂力に優れた大男。童顔を嫌ってか顎鬚を生やしている。
第一次アトロパテネ会戦後、アルスラーンの檄を受けてペシャワール城塞に馳せ参じる。アンドラゴラス三世が復帰した際、一度は剣を交えたトゥラーン人ジムサとともにペシャワール城塞より離脱し、放逐されたアルスラーン一行に合流する。参戦当初はシンドゥラ人であるジャスワントへの偏見も見られたが、ジムサとの交友を経た後、再会したジャスワントに詫び、和解する。
第2部では、パルス国の王都警備隊長の後にエクバターナ城司となる。王都奪還に武勲を上げ、奪還後はルシタニア軍に破壊された水路の修復を効率的に行う、職人の人心掌握に優れた能力を発揮するなど、土木事業でも活躍した。エクバターナ都市計画における重要な職務をこなし、作業員らから親しまれ尊敬されている。アルスラーンの指示で無料の施療所を建設する際には実地で指揮を取った。地下神殿の再調査中、片手のない有翼猿鬼によって背後から襲われ、十六翼将最初の犠牲者となる。
ジムサ（Jimsa）
声 - 中原茂 / 斉藤壮馬
トゥラーン国最年少の武将で、童顔だが登場時には二十歳を超えている。馬上からの剣戟と毒を塗った吹き矢の名手。ザラーヴァントに瀕死の重傷を負わせたこともある。遊牧民族トゥラーン人らしい価値観を持ち、アルスラーンが気前よく振る舞う褒美に喜び、武より徳に秀でる君主としてのアルスラーンの人心掌握や論功行賞の巧みさは認めながら、個人の武勇と手段を選ばぬ非情さがないことにはいぶかしむ。シンドゥラ人のジャスワントとは価値観が異なるため、いささか懐疑の目を向けられている。
トゥラーン軍のペシャワール城塞攻略に従軍するも、ナルサスの計略でトゥラーン軍より追われる立場となり、ペシャワール城塞のパルス軍に保護される。直後にアンドラゴラス三世が復帰し処刑が決まるが、キシュワードの配慮とザラーヴァントの手引きでペシャワール城塞を離脱、放逐されたアルスラーン一行に合流する。
第2部ではパルス国の統制官。キシュワードの元でトゥラーン流の騎馬戦術をパルス軍に指導するほか、パルス北方に狼煙台を設置する案を提出するなど、戦略的視点を見せることがある（このような戦略的視点の発言は、本作の中ではナルサス以外には少ない）。パルス北部国境の調査行に赴いた際、トゥラーンの「親王」イルテリシュが蛇王ザッハーク一派の手により復活したことを突き止め、アルスラーンに報告する。その際保護した少女を、名を尋ねようともせず「こまかいの（オフルール）」と呼び続けるほど無頓着な性質。身寄りをなくしたオフルールを王都へ同行し引き取るものの、独り者で留守がちなため、もっぱらキシュワード宅に預けることとなる。
パルス人ではないため蛇王ザッハークに対する恐怖心がない。ギランでの軍資金調達の後にエクバターナに戻る帰路にて、魔軍の巨大な有翼猿鬼と戦うが、相討ちとなり戦死する。
ヒルメス配下ブルハーンの同母兄だが、シンドゥラのコートカプラ城で敵として再会した弟のことはその後「思い出さないこと」にし、事実死の瞬間まで思い出すことはなく、その後ブルハーンは友人であるメルレインに妹の仇として斬られた。
グラーゼ（Grahze）
声 - 若本規夫 / 津田健次郎
パルス国の海上商人。30歳。日に焼けて逞しい容貌の海の男。南方ギランで武装商船「勝利（ピールズィー）号」を統率する実力者でパルス語、絹の国（セリカ）語を始めとして多言語（自称「挨拶ぐらいなら20ヶ国語でできる」）を話す。弁舌、情報分析にも優れる。
ペシャワール城塞から放逐されたアルスラーン一行がギランを訪れた際の海賊討伐が縁でアルスラーン陣営に参加。ギランの他の商人にもアルスラーンへの協力を呼び掛けるなど、ギラン一帯でのアルスラーンの勢力基盤を築く一助となった。王都奪還の際はメルレインやザラーヴァントとともに大量の物資をギランからエクバターナへ運び込み、飢えた民を保護した。
第2部ではギランの総督代理。パルス水軍を率いる武将でもあり「光の天使」（マレケ・ヌール）を旗艦としている。ナルサスの指示によって芸香（ヘンルーダ）をシンドゥラから大量に輸入し、半分をエクバターナ、残りをペシャワールに送り届ける任務に就いていたが、折しもペシャワールでは魔軍の攻撃を受けて必死の防戦中であり、彼と彼の部下たちはまたとない援軍となり、魔軍撃退の功を挙げる。しかし、ギランにおける魔軍との戦闘において、鐘楼から転落・戦死する。
パラフーダ
記憶障害を負った青年。33歳。
ボダンに勝利してマルヤム国王となったギスカールにルシタニアへの帰国を促す陳情団に、騎士エステルとともに参加し、イラクリオンにて旧友オラベリアと再会する。彼の邸宅に滞在中に襲ってきた盗賊との乱闘があった後、理由は不明ながら記憶障害が解消して過去を思い出せるようになる。しかし、ギスカールの策略によってエステルやオラベリア邸に居合わせたパリザードと共にパルスへ逃亡する。ある人物の死に接し、過去の自分を捨ててルシタニア系パルス人パラフーダとして生きよとのアルスラーンの命に応え、陣営に加わる。
その後アルスラーン麾下として多くの戦功を挙げるが、第16巻のエクバターナ攻防戦の乱戦の中で闘死する。
過去についてはドン・リカルドを参照。

### 主な王族
アンドラゴラス三世（Andragoras III）
声 - 中庸介 / 大塚明夫 / 菅生隆之
パルス国第18代国王。アルスラーンの父で妻はタハミーネ。44歳。剛勇無双の持ち主で歴戦の勇者。王位に就く前の大将軍時代にバダフシャーン公国を併合する。剣だけでなく鉄鎖術も巧みである。
剛腹だがやや狭量な性格で、内政面ではナルサスらの諫言を聞き入れず不正・腐敗を許すなど、君主として武に偏りすぎるきらいがあった。王太子アルスラーンに対しても武勲のみを求め、常に冷淡で父親らしい情は持ち合わせていなかった。海上交易にもあまり興味を示さず、後にナルサスに乗じられることとなった。元々女性に興味はなかったが、唯一王妃タハミーネには強い執着を持つ。
無敗を誇るパルス軍を自ら率い、ルシタニア軍との第一次アトロパテネ会戦に臨むが、1人の将の裏切りにより敗北し、虜囚となる。後にギスカールを人質に自力で脱出を成し遂げ、無事再会したアルスラーンの兵力を接収して、幕下からアルスラーンを追放するが、エクバターナ解放戦の折に帰還したアルスラーンと再会し、今度は伝説の宝剣ルクナバードを奪おうとして対立、その直後に発狂したイノケンティス七世に羽交い絞めにされ、共に塔から落ちて死亡する。
修復された王墓に新たに埋葬されていたが、地行術（ガーダック）により遺体が盗まれる。後にザッハークが自身の魂の容れ物としてアンドラゴラスの体を乗っ取ったことが判明する。
タハミーネ（Tahamine）
声 - 弥永和子 / 同左 / 田中敦子
アルスラーンの母でパルスの王妃、後に王太后。年齢不詳の妖しい美貌を持つ物静かな絶世の美女。息子アルスラーンに対し一貫して冷ややかな態度を取っている。
その美貌に魅了された数多の権力者から求愛を受け、政争や政変を引き起こす原因となっており、結果的に傾国の美女となっているが、本人にそうした意図や能力は全く無く、ただ周囲に振り回されただけの女性である。
元はバダフシャーン公国の宰相の婚約者だったが、君主である公王カユーマルスに奪われ公妃となり、宰相は自殺した。その後、公国がパルスに敗れ併合された際、当時の王弟アンドラゴラスに見初められ、それを機に当時のパルス王オスロエス五世の王妃となり、両者の諍いの元となったと噂された。オスロエス五世の死後はアンドラゴラス三世が王妃として迎え、一子を儲けた。第一次アトロパテネ会戦によりルシタニア軍が王都エクバターナを占領すると、ルシタニア王イノケンティス七世より求愛されたが応じず、虜囚だったアンドラゴラス王の王都脱出に伴い救出されてペシャワール城塞へ同行することになる。
大戦後は王都エクバターナを離れ、故郷である旧バダフシャーン公国の首府ヘルマンドスで、公国の離宮であった館に王太后府を設けて隠棲する。後にアルスラーンへの挙兵を思い止まるように夫の説得を試みるも、アンドラゴラス王の体を乗っ取り復活した蛇王ザッハークによって殺された。
実はアンドラゴラス王の娘を出産したが、直後に夫に取り上げられ行方不明となっており、子を産めない体になったことも相まって、娘の行方を一心に案じている。そのため夫に対する愛情は持たないが、娘の行方を知っているはずの夫に執着しており、やり場のない憤りを実の子ではないアルスラーンにぶつけていた。しかし真相は、彼女が出産したのは男児であり、しかも死産だったため、彼女が自害することを恐れたアンドラゴラスが別の男児(アルスラーン)を買い取り、そして3人の女児を買い取ってもっともらしい銀の腕輪を付けてあちこちにばらまいていた。
オスロエス五世（Osroes V）
声 - 石塚運昇
パルス第17代国王。アンドラゴラス三世の兄でヒルメスの父。第1部開始時点ですでに故人。回想シーンにのみ登場する。国王としてはさほど目立った功績をあげてはいない。
即位した当時はアンドラゴラスとは良好な関係であったが、バダフシャーン公国併呑後、タハミーネを巡って険悪な間柄となる。王宮からアンドラゴラスとその与党を一掃したが、その後落馬による負傷がもとで病となり病没した。しかしその死についてはさまざまな憶測が残されている。享年30。
ゴタルゼス二世
パルス第16代国王。オスロエス五世とアンドラゴラス三世の父。第1部開始時点ですでに故人。30年の在位中は内政・外交ともに優れた手腕を示し「大王」と呼ばれたが、とにかく迷信深いという欠点があり、晩年特にその傾向が強くなり、宮廷の混乱を招いた。享年61。
若かりし頃に「パルス王家はゴタルゼス二世の子をもって絶える」という予言を受けており、それを盲信してしまったことがパルス混乱のきっかけとなった。パルスの歴史の中で、「オスロエスという名の国王の後には、必ずアンドラゴラスという名の国王が即位している」と考え、次男にアンドラゴラスと名付けた。
さらにその後、「長男オスロエスの妻にも子が生まれれば、アンドラゴラス以後もパルス王統は続くかもしれない」という別の予言が告げられ、ゴタルゼス二世は息子の妻との間に子ヒルメスを儲けるに至った。
結果的に、3人の子はいずれも子を残すことなく死去しており、予言は現実のものとなっている。

### アンドラゴラス三世の武将
アルスラーンが国王に即位する以前の武将を挙げる。
ヴァフリーズ
声 - 菅原淳一 / 池田勝 / 津田英三
第一次アトロパテネ会戦時点での大将軍（エーラーン）。ダリューンの伯父。アンドラゴラス三世の腹心中の腹心でありながら、アルスラーン、ダリューン、ナルサスにも理解を示す、懐の深い老将。アルスラーンの教育係でもある。アトロパテネ会戦に先立ち、甥のダリューンがアンドラゴラス三世に諫言を行い不快を買ったのを見るや、ダリューンを殴り飛ばし、王の処罰を先んじて防ぐ。その場でダリューンに対してアルスラーン個人への忠誠を誓わせたことから、ダリューンの言葉が当を得ていることを察していた模様。第一次アトロパテネ会戦後、敗走するアンドラゴラス三世を庇うため手傷を負ったままに、ヒルメスに立ち向かって討たれる。会戦前に王太子アルスラーンの出生について旧友バフマンに手紙を託していた。
【コミカライズ・アニメ版】王太子アルスラーンの武術指導の任に就いており、親の愛に恵まれない幼いアルスラーンに甥のダリューンとともに慈愛をもって接した。
バフマン
声 - 村松康雄 / 中庸助 / 武虎
アンドラゴラス三世の下での万騎長の一人。歴戦の老将で、62歳の年齢は万騎長の中で最年長。髪も髭も灰色ではあるが、身体は老人とは思えないほどたくましい。歴戦の最古参将軍であり、戦場での駆け引きや兵団の士気統率にかけては右に出るものがいない。大将軍ヴァフリーズとは同世代の戦友であり親友の間柄。かつてはヒルメスの教育係でもあったらしい。
第一次アトロパテネ会戦時には、キシュワードと共にペシャワール城塞の守備の任に就いていた。しかし前後して、ヴァフリーズよりアルスラーン出生の秘密を知らされ思い悩む。ペシャワールに単身潜入したヒルメスが発見され危機に陥った時、バフマンが思わず叫んだ言葉は、結果としてヒルメスを救い、アルスラーンに衝撃を与えることになる。その後、アルスラーンに従いシンドゥラの王位継承戦役介入に参戦したが、ガーデーヴィの投げ槍に貫かれ戦死する。兵の統率は巧みでありその死を惜しまれた。彼が率いた兵士はダリューンが引き継いだ。
アニメ版では、小説版と同様に叫びアルスラーンとヒルメスの戦いを中断させるが、その隙を見逃さず動いたヒルメスの凶刃からアルスラーンを庇い、彼に「よい王とおなりくだされ」と言い残して亡くなる。
シャプール
声 - 大滝進矢 / 小西克幸
アンドラゴラス三世の下での万騎長の一人。イスファーンの異母兄。儀礼や形式、騎士道を重んじる人物。同じ万騎長のクバードとは気質が合わず犬猿の仲であり、列に並ぶ時には必ず両端に離れて立つと言われるほど。第一次アトロパテネ会戦で火と矢によって重傷を負いルシタニアの捕虜となり、エクバターナの城門前にて降伏を促すため磔にして晒されるが、ボダンによる拷問の最中にパルス人によって殺されることを望み、ギーヴの放った矢によって射殺される。その戦いぶりと死にざまは、異教徒に冷酷なルシタニア兵からも「あっぱれな勇者」と評された。享年36。
ガルシャースフ
声 - 乃村健次
アンドラゴラス三世の下での万騎長の一人。第一次アトロパテネ会戦には参加せず、王都エクバターナの守備の任に就いていた。優れた武将だったが、同僚のサームと比べると即戦即決派で、また奴隷に対しては冷淡な態度をとった。エクバターナ防衛戦で勇戦するも陥落時に戦死する。
マヌーチュルフ
アンドラゴラス三世の下での万騎長の一人。第一次アトロパテネ会戦に参加し戦死する。50歳。馬術や刀術、弓術に優れ、攻城戦や野戦の指揮を得意とした。書の名人でもあり朗々たる美声の持ち主であった。ナスリーンという娘がいる。
ハイル、クルプ、クシャエータ
アンドラゴラス三世の下での万騎長たち。第一次アトロパテネ会戦に参加する。
ハイル（及びマヌーチュルフ）に関しては、ダリューンが戦場で出会ったシャプール配下の千騎長から戦死の証言を得たが、残る両名については消息が得られず、限りなく戦死に近い行方不明の扱いである。

### 十六翼将以外の武将
「解放王アルスラーンの十六翼将」には含まれないが、国王アルスラーンに仕える武将を挙げる。
（赤鬚）シャガード
声 - 江川央生
アルスラーンの檄を受けてペシャワール城に馳せ参じる。宰相ルーシャンの旧知の人物で、年齢は50近くで、赤い鬚をたくわえているため「赤鬚シャガード」と呼ばれる。名家の出ではあるが、実務に通じており穏健で人望も厚い。ルシタニアとの大戦での傷病兵を総督府で雇用するなど、執政官としてなかなかの手腕を誇る。パルスの民としてはめずらしく乗馬が下手なため、輿に乗って移動する。ギランのシャガードとは同名の別人。
ルッハーム
声 - 木島隆一
パルスの将軍。アルスラーンの檄を受けてペシャワール城に馳せ参じる。グラーゼの腹心であるルッハームとは同名の別人。第2部では、心臓の病で死去した。
バルハイ
当初はバフマン配下の千騎長。ルシタニアのパルス侵攻後は短期間に複数の万騎長に仕えることになる。バフマンの死後はダリューンの配下となるが、アンドラゴラス三世が復帰して兵権を握るとクバードの配下になり、彼のいい加減さに不平を洩らす。
シェーロエス
キシュワード配下の千騎長。10年もの間キシュワードの靡下におり、大将軍不在時には大将軍府を預かるほど上官からの信頼が厚い。第二次アトロパテネ会戦で受けた刀痕が右のこめかみから頬にかけて残る。エクバターナでお忍び中のアルスラーンらの危機にかけつけるが、持ち前の機転と思慮深さで気づかぬふりをし、ダリューンから事後処理を任される。
モフタセブ
クバード配下の年輩の千騎長。クバードからの信頼も厚い。ペシャワールにて魔将軍イルテリシュの手にかかり、アルスラーン即位後、千騎長では初の戦死者となる。
パラザータ
パルスの騎士。ペシャワール城がトゥラーン軍の侵攻を受けた際に、大陸公路をエクバターナに向かって進軍中のアルスラーンへの急使として選ばれた。途中、酷使された馬が斃れてしまい、偶然通りかかったクバードから馬を借り受ける。
大戦後にキシュワード配下の千騎長に昇進した。オクサス地方の変事に500騎を率いて急行する。
バニパール
パルスの勇敢な騎士。トゥースより10歳ほど年長の戦友。ルシタニアとの戦いの中で重傷を負い、故郷に戻るが死去。3人の娘がいるが揃ってトゥースの妻となった。
バッツァーニ
ザラーヴァント靡下の士官で、エクバターナの様々な土木工事に従事し、五百騎長の称号を持つ。元はバダフシャーン地方で銀山の坑夫頭をしていたが、アルスラーンの檄を受けてペシャワール城に馳せ参じる。
バーヌ
絹の国（セリカ）へ赴くパルス使節団を守る護衛隊副隊長。隊長のダリューンよりも年長の騎士。

### 文官
ルーシャン
声 - 小山力也
レイの領主。落ち着いた態度と貫禄のある体格で、髪も鬚も濃い灰色をしている。人望が厚く公正な人柄で貴族にも顔が広い。レイの領主時代に破綻しかけていた財政を安定化させ、相続争いを解決するなど、内政に優れた人物。
アルスラーンの檄を受けてペシャワール城に馳せ参じる。その際、ペシャワール城に集うパルス諸侯の不満を和らげるべく、王太子アルスラーンによって中書令（サトライプ／パルスにおいて、王子が国王に代わって政治を執る際の、宰相的役職）に任命される。アンドラゴラス三世復権の際は立場がなくなり周囲から同情を受けるが、最終的にはアルスラーンの即位に伴い宰相に就任する。第2部では、ことあるごとに縁談を持ちかけるためアルスラーンは閉口している。ギーヴの不真面目な行動にも寛容であり、「自分の若い頃を思い出す」と発言しているが、実際には若い頃から生真面目一途な人生を送ってきた人物であり、これはギーヴのような生き方への憧れではないかと他人からは推測されている。第16巻のエクバターナ攻防戦において、グルガーンの襲撃に遭い横死を遂げる。死の間際まで主君アルスラーンの優しさを高く評価しつつも、それが後に大きな災いを招くことになると憂いていた。
パティアス
南方のザラで会計担当の書記官をしていたが、アルスラーンの檄を受けてペシャワール城に馳せ参じる。ナルサスの推薦で会計監になり、財務監理など後方支援作業を行う。
第2部では王国会計総監（スパンデイヤード）を務める。必要な時、必要な所に、必要なだけの予算を回す名人。かなり有能で実務に精通しており、「平時であればパルスの宰相として十分」という評判が立っている（ただし宰相の座を受けたくないナルサスが、意図的に流した評判だという疑惑がある）。
フスラブ
声 - 小形満
アンドラゴラス三世の下での宰相を務める。武芸には全く素養のない老人。エクバターナ落城の際に落ち延びようとするが、ルシタニア兵の馬蹄に踏み潰されて殺される。
荒川版では、ルシタニア占領時に隠れている所をヒルメスに見つかり、その際にタハミーネの隠れ場所を密告して助命を願い出る。その後、ヒルメスの下で雑用やお茶くみなどをしていた。アンドラゴラス三世がルシタニアから解放された際に、フスラブが「自分も連れていってほしい」と懇願したが、タハミーネが「私の隠れ場所を密告した」と言ったため、アンドラゴラス三世の命令により馬車に引き殺されて死亡した。
ペラギウス
声 - 石川英郎
アンドラゴラス三世の下でのギラン総督。40歳の貫禄のある人物。ギランへ戦火が及ばないことをいいことに私腹を肥やしていたが、アルスラーンらによって不正を暴かれ、追放される。
フィルダス
王墓管理官（ニザル・ハラーフル）を務める宰相ルーシャンの縁者。アンドラゴラス三世に絡んだ奇怪な事件に巻き込まれる。
カーセム
ルージ・キリセの役人（ダールーゲ）。宰相ルーシャンの遠戚で、本人は「ルーシャンの甥」と名乗っている。出世欲が強い小人物だが悪人ではなく、例えば民衆に対して威張り散らす態度を取るが、それも役人としての職務のひとつであると考えているからである。
ルージ・キリセにやってきたエステル一行と知り合い、エステルの死後墓作りを任され、その仕事ぶりがアルスラーンに気に入られ王宮で仕えるようになる。
ファラクル
大陸公路の要衝であるソレイマニエの役人。
マーカーン
絹の国（セリカ）へ赴くパルス使節団の団長。パルスにも正式な家族があるが、絹の国にもまた別の家族を持つ。

### 諸侯
武将や文官の中にも諸侯はいるが、そのどちらとも言えない者を挙げる。
ホディール
声 - 土師孝也
パルスの諸侯（シャフルダーラーン）の一人。ニームルーズ山中にあるカシャーンの城主。娘が1人いる。逃亡中のアルスラーン一行を迎え入れるが、援助のかわりにアルスラーンを自分の傀儡にすることを企み、彼を懐柔し仲間を排疎しようとし失敗、ダリューンに返り討ちにされる。野心家ではあるが奴隷達には公正な処遇を施してその忠誠を得るだけの政治的センスは持っていた人物だった為、ホディールの死を告げカシャーンの奴隷を解放しようとしたアルスラーンは、逆に主人を殺した恨みを買い、殺されかけた。この経験はアルスラーンに、奴隷解放とは安易に身分の縛りをなくせば実現する問題ではないと身に染みて思い知らせる事件となった。
テオス
ナルサスの父でアンドラゴラス三世の旧友。ダイラム地方を領有していたパルスの諸侯。トゥラーン・チュルク・シンドゥラ連合軍がパルスへ侵攻した際の王命に応じて出兵する直前に、階段から足を滑らせて死亡した。
ムンズィル
オクサス地方を領有するパルスの諸侯。病のためアルスラーンの檄を受けてペシャワール城に馳せ参じることができないため、代わりに息子であるザラーヴァントをペシャワールへ遣わした。
甥であるナーマルドを溺愛し甘やかしている。実は彼には秘密があり、ファランギース、アルフリードとギーヴの活躍で暴かれることになる。
ケルマイン
パルスの諸侯であるムンズィルの異母兄。母親違いだが、容姿が弟のムンズィルに似ていたと言われる。故人。ムンズィルと遠乗りに出かけ、馬とともに谷に墜ちて死に、遺体は獅子に食われたとされていたが、実際にはムンズイルに成り代わっていた。
ナーマルド
ケルマインの息子でムンズィルにとっては甥にあたる。ザラーヴァントの従兄弟。
カーゼルン
ヤズドガル

### 市民・その他
ヘイルターシュ
声 - 山本格
ゾット族の族長でメルレインとアルフリードの父。酒癖が悪くよく暴力を振るった。娘アルフリードを贔屓して後継の族長に指名、息子メルレインにはとりわけ辛く当たることが多かった。剣の腕も相当であったとされるが、ヒルメス一行を襲った際に返り討ちにあう。
パトナ
パルスの騎士バニパールの長女で、トゥースの妻のひとり。18歳。
クーラ
パルスの騎士バニパールの次女で、トゥースの妻のひとり。17歳。ナルサスよりも絵がうまいとの評がある。
ユーリン
パルスの騎士バニパールの三女で、トゥースの妻のひとり。15歳。
レイラ
オクサス地方ハッラールの谷にあるアシ女神の神殿で、女神官見習いをしている背の高い若い娘。19歳。棒術の達人で領主の甥であるナーマルドとは因縁がある様子。孤児だが、王族または高位の貴族にのみ許される意匠の銀の腕輪を所有している。
パリザード
パルス出身の背が高く豊満な美女。非常にしたたかで生活力がある。しばらくザンデとともに旅をしていた。ミスルでザンデが殺害されるとマルヤムにわたり、さらにエステルらと同行してパルスへ向かう。レイラと同じ銀の腕輪を所有する。
イグリーラス
ファランギースのかつての恋人で故人。黒い髪で褐色の瞳を持ち、背が高く立派な容姿をしていた。学業も優秀で、弁舌もさわやかで巧みであり神官としては優秀であった。しかし自尊心と出世欲が強く、出世できないのを身分制度のためとして、堕落してしまう。恋人であったファランギースが自分より神官としての才能を開花させた事も一層彼を堕落させていく。
やがて殺人の冤罪に問われ、護送途中に役人を買収して逃亡を図るが、断崖から転落し死亡した。
アイーシャ
ヘルマンドスの生まれで17歳。14歳よりタハミーネの侍女として王太后府に勤めていたが、ある事件で職を失い、イスファーンの世話とルーシャンの裁量によって王宮に勤めることになる。笑い出すと止まない明るい性格で、アルスラーンに市井で暮らした頃を思い出させた素朴な娘。失敗が多くエラムを呆れさせているが、機転が利き女神官見習いとして修行を積んだ経験から、緑玉に魔除けの効果があることを知っており「蛇王の眷属」の正体を暴く役に立った。イスファーンいわく「よくころがる娘」。
シンドゥラ亡命後にはエラムと結婚する事となる。2人の間に子供は産まれなかったが、アイヤールを実の子のように育て、エラムより先に亡くなっている。
（ギラン出身の）ルッハーム
グラーゼの腹心の部下。パルスには同名の将軍がいる。
グラーゼの部下の中で、重要事の使者や、グラーゼの代理として交渉役を任されることが多い。多言語に通じている。同名のルッハーム将軍が病死し、名を名乗る際に「ギラン出身の…」をつけなくて良くなったと喜んでいる。
ヨーファネス
グラーゼの部下でマルヤム人の母を持ち、一応グラーゼの親戚筋にあたる。12歳からグラーゼの弟分になる。商才はあまりないが、勇敢で前線での戦闘指揮には才能を示し、武勇にも優れる。
ハリム
エクバターナにある公衆浴場（ハンマーム）の腕の良い浴場世話係（ダッラーク）。蒸気風呂で行われていた法官らの会話を盗み聞きしてしまい、役人に追われることとなる。ちょうどお忍びで城下に出ていたアルスラーンに聖庇（アジール）を求め、その後ザラーヴァントの屋敷で保護されることとなる。
カトルネアス
ヘルマンドスにある王太后府の執事長。70歳近い白髪の老人で、旧バダフシャーン公国時代から館の管理をしている。タハミーネとは30年近い付き合いがある。
告死天使（アズライール）
万騎長キシュワードが飼っている鷹（シャヒーン）で、双刀と同じほどに有名と言われた。アルスラーンのペシャワール入城後には彼と行動を共にする。伝令役はもとより、ギスカールやシャガードの逃亡をいち早く防ぎ、ガーデーヴィの不埒な振る舞いにしたたかな報復を加えるなど、「翼ある勇者」としても名高い。告命天使（スルーシ）という兄弟がおり、エクバターナに潜入したキシュワードの部下が伝令役として連れていたが、ヒルメスによって殺害された。この2羽の兄弟を通じて、キシュワードとアルスラーンの2人には昔から交流があった。
第2部ではアルスラーンが飼っている（「暗黒神殿」では“鷹の形をしたアルスラーンの臣下”とある）。空飛ぶ使者として重用される。ペシャワールに魔軍が来襲し、撃退されたとの報をいち早く王都にもたらしたのも彼であった。
コージャ、バラワー、ベナスカー、ホーラム
ギランを代表する海上商人で、アルスラーン一党による海賊退治の後にアルスラーンの有力な協力者となり多額の軍資金の提供を行うも、後に魔物に体を乗っ取られて、ギランに派遣されたアルスラーン諸将に殺される。莫大な遺産は、おそらく他地域にもいるであろう遺族に渡されることなく、国庫に回収された。
ナスリーン
万騎長マヌーチュルフの娘で、大将軍キシュワードの妻。アイヤールという小さな息子がいる。
オフルール（こまかいの）
パルス北方国境の調査中であったジムサによって救われた少女。魔物によって壊滅した村の唯一の生き残りで、村が襲われたショックで一時的にしゃべることができなくなった。エクバターナではジムサによってキシュワード家に預けられ、アイヤールの子守役となり姉のように慕われる。ジムサの死後、遺言により彼がアルスラーンから賜った財貨のすべてを託され、アイヤールの姉として正式にキシュワード家に養子に入る。後にパルスタンに移住してパリザードと同じ小屋に住むが、風邪をこじらせ、ジムサを思慕しながら病死。享年、おそらく13.14歳。本名は最後まで不明だった。

### 伝説上の人物
聖賢王ジャムシード
1000年以上昔にパルスを統治していた、「聖賢王」の名で知られる王。公明正大な王であったとされるが、長い治世の末に人心が荒廃し、蛇王ザッハークによって倒される。その名は後代にあっても正義と英知の象徴とされ、裁判などの際の「ジャムシードの鏡を見よ」という言葉は、真実は必ず明らかにされる、との意味。アルスラーンが即位して出生の秘密を公表した際、巷間にはアルスラーンはジャムシードの末裔であるとの伝説が流布した（無論根拠は全くない）。
英雄王カイ・ホスロー
およそ300年前に「太陽のかけらを鍛えた」といわれる宝剣ルクナバードを用いて蛇王ザッハークを打ち倒し、新しい王朝を築いたパルス現王朝の開祖。「英雄王」の名で知られる。王位に就いたが家庭的には不遇で、息子が兄弟同士で王位継承権をめぐって争い、さらにその弟の方と王位をめぐって争った。遺体は武装したままで蛇王を封印したデマヴァント山に宝剣ルクナバードとともに埋葬された。
蛇王に対し挙兵するに当たり、料理人を味方につけて蛇王に喰われる運命の男たちを毎日1人ずつ助け、代わりに羊の脳を蛇王に差し出した。そして1年の後に365人の兵を率いて立ち、長い戦いの末に遂に蛇王を打倒した。この故事に習い、パルスでは羊の脳を食さないようになったと言われる（当然ながら隣国シンドゥラにはこの禁忌はなく、アルスラーン一行は知らずに食べさせられて後でげんなりしたことがある）。
海賊王アハーバック
ギランの街に伝わる財宝伝説の元となった海賊。残した財宝は金貨（デーナール）に換算して1億枚とも言われる。
※英雄王カイ・ホスローのモデルはペルシア伝奇上の英雄フェリドゥーン。ザッハーク（アジ・ダハーカ）、ジャムシードはそれぞれ同名の人物がモデルとなっている。詳しくはザッハークの項目を参照のこと。

### 次代の将たち
アイヤール
キシュワード・ナスリーン夫妻の長子。アルスラーンがパルスを解放したのちに産まれた。
最後の決戦の前に母ナスリーンらと共にシンドゥラに亡命し、アルスラーンたちが亡くなった後はエラムの元で彼と共に戦いに赴いた。
エラムと共にペシャワール城塞奪回の戦いに赴いた際、息子ロスタムが宝剣ルクナバードの後継者に選ばれたことを知り、エラムに「この子の最初の臣たれ」と命じられた。
ロスタム
アイヤールの息子でキシュワードの孫に当たる。アイヤールがシンドゥラで娶った妻との間に生まれた子供。
エラムと共にペシャワール城塞奪回の戦いに赴いた際、エラムから託された宝剣ルクナバードを抜くことに成功し、宝剣ルクナバードの後継者に選ばれる。

## ヒルメス一党
ヒルメス、およびヒルメスを真のパルスの国王と仰ぐ者たち。
ヒルメス
声 - 池田秀一 / 同左 / 梶裕貴
第17代国王オスロエス五世の子。先王オスロエス五世の嫡男であったが立太子されることはなく、子供の頃に叔父アンドラゴラスによって火事に見せかけた暗殺に遭い、公式には死亡とされた。実際は未遂に終わったものの、顔の右半面に大火傷を負い、無意識に火を恐れるなど後の人生に影を落とした。一連の事件はアルスラーンの誕生前だったため、アルスラーンにとっては従兄にあたるが、その存在を知らされていなかった。火事から生き延びた後はマルヤムへ逃れてしばらく滞在したらしく、その際にマルヤムの内親王イリーナと交流し、互いに惹かれあう。基本シリアス一色のキャラだが、ナルサスとアルフリードのやり取りに呆れ、イノケンティスと互いに話題の内容を勘違いしたやり取りを繰り広げる面も。
自らを正当な王位継承者と信じており、王位を奪ったアンドラゴラスへの復讐のために十数年の歳月を準備に費やし、銀色の仮面を被って戦火に身を投じる。身分を偽ってルシタニアを手引きし、パルスを侵略させた。ルシタニア人に対しては銀仮面卿と名乗る。出生に本人の知らぬ秘密があり、本当は先王オスロエスの嫡子ではなく先々王ゴタルゼスの子であった。そのため、正しい王位継承順位はアンドラゴラスより下となる。
アルスラーンに敗れた後、チュルクへ流れ、しばし滞在する間にカルハナの謀臣として彼の即位に功績を立てた。この地で妻イリーナを失う。カルハナ王の命によりトゥラーン人を組織して仮面兵団を組織、シンドゥラを劫略するもアルスラーンにより撃破され、残兵を率いて海路ミスルへ逃れる。ミスルではクシャーフル卿と名乗り、ミスルを手中とするために暗躍を開始する。国王の寵姫となった「孔雀姫」フィトナの協力を得て、首尾よく南方軍都督（キャランタル）に就任するが、任地に赴く直前に自身の偽物である「黄金仮面」シャガードの叛意による国王弑逆事件が起こる。ヒルメスはこの事件を利用し、腹心ザンデの仇であるマシニッサを国王殺害の共犯者に仕立て上げ、これを討ち果たすと同時に幼少の新国王を擁立して権勢を握る。だが、外国人ゆえにミスルに足場がなく、それが後の失敗につながる。
苛烈な人柄こそ変わってはいないものの、自身の野心を正当化することはなく、自身の器量がアルスラーンより劣ることを自覚するなど、以前に比べ幾分か思考は軟化してきている。ミスルを手中に収める謀略についても、悪事と自覚して楽しんでいる節がある。民衆のための政治を行わなければ支配も長続きしないと自覚したり、元貴族という身分だけを理由に尊大に振る舞うクオレインを「己の能力に自慢できることはないのか」と嘲笑した挙げ句に斬り捨てたり、ナルサスに対する復讐に固執するあまり視野狭窄を起こしている「黄金仮面」の姿に、かつての自分のようだと自嘲するなど、視野も遥かに広くなっている。一方で武人としての技量はますます技量を高めたダリューンには劣るものの、ナルサスには勝る。
武勇に優れ、その技量は第1部時点でのダリューンと互角だった。原作2巻におけるペシャワール城塞にて、ダリューン、ナルサス、キシュワードに囲まれた際には、わずかな時間ではあるが3人の猛攻にさえ抗ってみせるなど、この時点ではダリューンと同等の実力を見せていたが、第二部以降では更なる実力をつけたダリューンに圧倒された。
15巻で側近のブルハーンと共にマルヤムに戻り、ギスカールを脅す形でマルヤム軍に入った。再び銀仮面卿と名乗り、アルスラーンへの復讐を企む。蛇王侵攻に乗じようとギスカールに出兵させ、先行したところ偶然ナルサスの宿営地を奇襲する形となり、彼を殺害する。その際にアルフリードから左腕を傷つけられるも、援軍として駆け付けたパルス軍に腹心ブルハーンを捕らえられてしまう。メルレイン率いる部隊が襲撃してきた際は、放たれた火を見て単身で逃走。マルヤム軍はヒルメスが実質の司令官だったため、これがマルヤム軍大敗の要因となり、名目の指揮官ギスカールを討たれる。
その後、侵攻してきたミスル軍の陣頭に立つフィトナと再会し、パルス侵攻に乗じる形で小勢を率いて攻め込むもギーヴと遭遇し、「今エクバターナに行かないと後悔する事になるぞ」と言われ、手勢を見捨てエクバターナに向かう。しかしアンドラゴラスの身体を乗っ取った蛇王ザッハークに予期せぬ遭遇の挙句、怯えて逃げ惑った。最後は親友ナルサスの仇として意気の上がるダリューンと相対し、熾烈な決闘の末に討たれた。
著者の田中芳樹によると、中国の南北朝時代の人物である蕭宝寅が、まさしくヒルメスにそっくりの人物であるとのことである。しかし、田中がこの人物を知ったのは『アルスラーン戦記』執筆後であり、モデルではない。蕭宝寅は田中が評するところでは内政面でも優れた才能を示した人物であり、その後の作中においてはヒルメスが内政に関心を持つ場面が描かれた。
また、田中芳樹によると、この物語は「貴種流離譚」を反転させたものと語っており、本来は主人公に多い貴種流離を主人公の敵も貴種流離の立場となっており、二重の貴種流離譚の物語になっている。
カーラーン
声 - 松尾貴司 / 納谷六朗 / 大川透
アンドラゴラス三世の下での万騎長の一人。中年で重厚な声の持ち主にして諜報の名手。ザンデの父親。先王オスロエス五世の遺児であるヒルメスの正統性を信じて密かにアンドラゴラス三世を裏切り、第一次アトロパテネ会戦を偽情報によって敗戦へと導き、ルシタニアの侵略に協力した。ヒルメスと結びついた経緯については不明。ヒルメスの下で大将軍（エーラーン）を称するが、ナルサスの策略によっておびき出され、ダリューンと戦い半ば事故の形で落命する。
ザンデ
声 - 中原茂 → 子安武人 / 梁田清之 / 森田成一
万騎長カーラーンの子。父カーラーンの死後はヒルメスの側近として活躍する。年齢は20歳くらいの剛力を誇る巨漢で、剣よりも棍棒や槌鋒（メイス）をよく使う。ヒルメスの正統性を心から信じ、絶対の忠誠を誓っている。斥候を用いて情報にも通じ、単なる膂力だけの男ではないことはヒルメスも認めている。
第2部ではヒルメスを探してミスルに辿り着き、「黄金仮面」の下で反アルスラーン派のパルス人を束ねてパルス人部隊の指揮官となる。騎兵の訓練にも優れていたことが判明する。しかし、「黄金仮面」がヒルメスの名を騙る偽者であると見破ったため、ミスル国王の命を受けた将軍マシニッサに追われる。最期はマシニッサに騙し打ち同然に討ち取られる。
サーム
声 - 岸野一彦 / 家中宏
アンドラゴラス三世の下での万騎長。怜悧で思慮深い人物。城砦の攻防に優れた手腕を有することから、第一次アトロパテネ会戦には参加せず王都エクバターナの守備の任についた。エクバターナ防衛戦で敗れて捕らえられた後、ヒルメスの秘密を知らされ、苦悩の末、ルシタニア人をパルスから追い出すことを条件に配下となり、参謀として活躍する。しかし、彼自身は守りを任されたエクバターナの陥落以降、常に心に鬱屈を抱え込んでおり、クバードからは死に場所を探しているようだと評された。アルスラーンがエクバターナ入城を果たした直後、ザッハーク一党の手から宝剣ルクナバードを守るために命を落とした。

## ザッハーク一党
蛇王（へびおう）ザッハーク
1000年もの間パルスを恐怖で支配した王。両肩から蛇が生え、その蛇は人間の脳を喰らい、毎日健康な男性が身分の別なく殺された。カイ・ホスローも殺すことはできず、デマヴァント山の地下に封印されたと言われる。その名は現在にあっても全てのパルス人の恐怖の象徴であり、どれほどの剛勇や英知を誇る者も例外ではない。
二部でアンドラゴラスの死体を乗っ取り、アルスラーン殺害を画策する。アンドラゴラス王の姿を利用してパルス国内の反アルスラーン勢力をまとめ上げ、エクバターナへ進軍、アルスラーン軍の諸将だけでなく、王太后タハミーネと言った非戦闘員も含め殺戮の限りを尽くす。キシュワードやダリューンすら討ち取ったが、宝剣ルクナバードを持ったアルスラーンと相討ちになり、ようやく滅ぼされた。
その正体は、遥か昔に最強の戦士として人間に作られた人造人間。
尊師
声 - 子安武人 / 仲野裕 → 木島隆一
蛇王ザッハークの復活を願う暗灰色の衣を纏った魔道士。王都エクバターナの地下に潜み、パルスの歴史に様々な形で関与しているとされる謎の老人である。アンドラゴラス三世はもとより、オスロエス五世、さらにはゴタルゼス二世とも「旧知」であると称する。
弟子にグルガーン、グンディー、プーラード、アルザング、ビード、サンジェ、ガズダハムがいる。アルスラーン一党などに弟子が次々と討たれ、自らも第1部終了直前に宝剣ルクナバードを持つアルスラーンによって討ち取られるが後に復活。アルスラーン率いるパルスの転覆を謀るべく様々な奸計を弄する。第16巻において、自身の正体と目的について語られる。しかし遂にはそれが実現することなく、宝剣ルクナバードを手にするアルスラーンによって倒される末路を迎えた。
グルガーン
魔道士。「尊師」の弟子の一人で筆頭的な存在。
かつてはミスラ神の神殿で兄のイグリーラスと共に神官見習として修行しており、兄の恋人だったファランギースとも旧知の仲。しかし尊敬するイグリーラスが神殿の不公正に絶望して挫折し、冤罪に問われた末に非業の死を遂げたことで神と人を呪い、蛇王の僕に転向した。
第2部にて湖上祭を妨害し、騒動を起こそうとしたが、思いがけずファランギースと再会し激しく動揺する。
ザッハークの再臨後にデマヴァント山にあらわれ、魔軍によるチュルク侵攻後にイルテリシュの監視役をガズダハムから交代し、チュルクにとどまる。第16巻のエクバターナ攻防戦において、宰相ルーシャンを倒すもその後の乱戦において命を落とす。
グンディー
「尊師」の弟子の一人の魔道士。エクバターナにて混乱を引き起こそうとするが、ダリューンに発見され捕縛される。その後、地下神殿を再捜索中にザラーヴァントに襲いかかるが返り討ちにされる。
ガズダハム
「尊師」の弟子の一人の魔道士。ザッハークの眷族となった魔将軍イルテリシュを管理する。ジムサの吹き矢によって片目を失う。魔軍によるチュルク侵攻後に、魔物を率いて大陸公路の要衝であるソレイマニエを襲撃するが、パルス軍によって返り討ちにあい、パラフーダに討ち取られる。
アルザング
声 - 手塚ヒロミチ
「尊師」の弟子の一人の魔道士。地行術（ガーダック）を得意とし、地中から不意を襲ってルシタニアの将軍やパルスの村人を殺害するが、ナルサスによって討ち取られる。
サンジェ
声 - 濱野大輝
「尊師」の弟子の一人の魔道士。地行術（ガーダック）と似た術を使う。「尊師」よりバフマンが所有するヴァフリーズの密書を奪う命を受け、ペシャワールへ侵入するが、ナルサスの計略にはまって左腕を失う。後日再び現れた際には、右手を「毒手」（爪に毒を仕込み、ひっかいただけで相手を死に至らしめる）に改造していたが、ギーヴによって斬り落とされ、濠に落ちて溺死する。
プーラード
「尊師」の弟子の一人の魔道士。アンドラゴラス三世率いるパルス軍との決戦を前に、野外に陣を張るギスカールを拉致しようとするが、夜襲をかけて本陣まで攻め込んできたイスファーンによって討ち取られる。未熟者であったらしい。
ビード
「尊師」の弟子の一人の魔道士。有翼猿鬼を率いて王宮に侵入し、アルスラーンを襲撃するが、ギーヴにより阻止される。自身は庭先に潜んでいるところをファランギースに発見され、ダリューンに討ち取られる。

## ルシタニア

### 主な王族
イノケンティス七世
声 - 大木民夫 / 桜井敏治
ルシタニアの国王。王位には就いているが、実際にはイアルダボートの教え以外に何の関心も持たず、現実に困ったことがあると全て弟であるギスカールに押し付けていた。酒は好まず砂糖水ばかり飲んでいる。美貌のパルス王妃タハミーネに一目惚れし、自分の妻にと望むが、全ての臣下から異教徒との結婚を反対され一人いじける。
ボダンの出奔により実権を完全に掌握したギスカールにより、もはや不要と幽閉された上に「ルシタニアの国王」へ恨みを持つイリーナを仕向けられるも、イリーナが盲目だったことと分厚い脂肪が幸いして負傷に留まる。パルス・ルシタニア双方の医者がおざなりな治療しかしないために半死人のような扱いだったが、パルス軍を迎撃に出たギスカールが敗走したことで、今度はエクバターナを掌握したヒルメスにより北の塔で始末されそうになる。丁度そこへアルスラーン、更にアンドラゴラスが乗り込んできて、宝剣ルクナバードを巡った親子対立が生じる。そこに集った者たち全てが彼への関心を失った隙に狂信に突き動かされ、アンドラゴラス三世を羽交い絞めにして自らもろとも塔より墜落する。遺骨はエステルが故国に持ち帰ることとなった。
ギスカール
声 - 中尾隆聖 / 小杉十郎太 / 子安武人
イノケンティス七世の弟にして、有力な武人や豪族たちの信頼も厚いルシタニアの実質上の最高権力者。公爵。政治、軍事、両方ともに卓越した手腕を持つ一代の梟雄。
パルス侵略の立役者という意味では第1部における敵役的立場であるが、実際には周囲の常識外れの人間（兄とボダン）に振り回される、苦労性の常識人という描写が多い。作中でも、兄であるイノケンティス七世から常に厄介な相談事を持ちかけられ、臣として従いながらも内心では腹立たしく思っており、いつの日にか愚昧に過ぎる兄を廃位して王位につきたいとの野望を持っていた（重臣たちにもそれを望む者が多いほどだった）。また狂信は全く無い現実主義者で、ボダンの政治や施策を全く顧みない行動は常に苦々しく思っている。
第1部冒頭において第一次アトロパテネ会戦でパルスに快勝。その後パルスの王都エクバターナも攻略して、一時的とはいえパルスへの遠征を成功へと導いた。エクバターナ占拠中は、他国の后に入れ込む兄、狂信ゆえの凶行を行い占領政策を潰すボダンの行動もあって、更に確執が深まったところに聖堂騎士団団長の不審死が発生。確執が表面化しボダンが出奔するのを止めようとしなかった。その後、アンドラゴラスを訪ねた際に不意を突かれて人質に取られ、その逃走を許す。エクバターナに戻った後は、イノケンティス七世を幽閉して始末しようとするが失敗する。
第二次アトロパテネ会戦では、アルスラーン率いるパルス軍に敗れてマルヤムへ敗走。マルヤムで勢力を誇るボダンによって捕らえられ投獄されるが、協力者を得て脱獄する。ルシタニアの支援を仰ぐため使者を派遣するも、王族が不在となり政治がたちまち崩壊したルシタニアでは、使者たちは疑われ攻撃されて追い返され、何の支援も受けられなかった。最終的にはボダンを破り、マルヤムの王位に就く。後年、彼の興した王朝はその挙兵の地にちなんで「ケファルニス王朝」と呼ばれることになる。
ケファルニスの王となってからは、貧しく、偏狭的な気風に支配された母国ルシタニアへの関心を全く失い、帰還を求める嘆願にも極めて冷淡な態度を示した。後にヒルメスの殆ど脅迫と言えるパルス再侵攻軍を率いることを要求されたが、最終的にはそれが命取りとなってザーブル城で呆気ない最期を遂げた。

### 主な聖職者
ジャン・ボダン
声 - 北村弘一 / 同左 / 斎藤志郎
ルシタニア王国国教会の大司教。異端審問官（インクイシチア）。異教徒やそれに関わるというだけで焚書、虐殺などを当然のように行う完全な狂信者。教会直属の武装集団である聖堂騎士団（テンペレシオンス）を配下に持つ。軍事・政治の才覚は一切なく、軍部が占領した国の異教徒を虐殺するだけの存在。また論功行賞の公平さにも欠けており、軍人の功績を顧みないため、軍部からの評判はすこぶる悪い。権勢欲、名誉欲も強いが、イアルダボート教の熱心な信者が多いルシタニアでは、その権威と行動を肯定するものが多いため、政治的影響力も大きい。イノケンティス七世も側近として置いており、信仰には関心がなく現実主義者のギスカールにとっては政敵といえる存在。
エクバターナにおいて焚書、虐殺などあらゆる暴挙を行い、統治を重視するギスカールとの確執を深める。聖堂騎士団の団長であるヒルディゴの死後、王室（王弟ギスカール）と教会（ボダン）との対立が激化。容疑者すら不明にもかかわらず、報復としてエクバターナ市民を大量殺戮せよと要求するが、それを拒絶したギスカールに憤慨し、配下の聖堂騎士団を率いて用水路を破壊した上でエクバターナを去る。そしてザーブル城に立てこもるが、ここをヒルメスが率いる軍によって攻略されたため、マルヤムに落ち延びる。
その後マルヤムを実質支配し、イアルダボード教の総大主教となる。一時的に神聖マルヤム教国の教皇と称した。しかし、同じくパルスからマルヤムに落ち延びてきたギスカールを捕らえながら、国内に反対勢力が多かったためその脱出と挙兵を許すことになる。
ギスカール軍との交戦中に、自らの失言によって自陣営の反乱を招き、形勢が逆転して敗北する。聖職者の権威以外は何も持たない人望なき生き方が災いし、最終的にはマルヤム各地を転々と逃げ回った挙句に捕らえられた後に、ギスカールによって処刑される。その遺骸は、鰐の餌にされた。
漫画版では展開が異なっており、「第二次アトロパテネ会戦」において、ギーブに「凡人」と中傷されたことでアルスラーン軍によっておびき出され追撃する。「アルスラーン軍が、ボダンを『意趣返しの罠』に嵌めようとしていること」を察したギスカール軍によって背後から強襲され、第一次アトロパテネ会戦でルシタニアが作った落とし穴に落とされる。そこに現れたナルサスによってゾットの火煙の粉をかけられ、火矢を射られて焼死した。
ヒルディゴ
ジャン・ボダン配下の聖堂騎士団（テンペレシオンス）の騎士団長。赤黒い鬚を持つ男で強欲な人物。マルヤム駐屯時は、50万人もの男女を奴隷として売り飛ばした。ルシタニア王室に対抗する為にボダンによって、聖堂騎士団ともどもパルスへ招聘されたが、その後、密室で同衾の美女と共に不可解な死を遂げた（実はアルザングの仕業）。

### 主な将軍・貴族など
ボードワン
声 - 青山穣
モンフェラートと並ぶギスカールの腹心の部下で、ルシタニアでは数少ない大軍を指揮できる将軍。ギスカールの切り札の一枚。ルシタニアの先発隊を率いてパルス軍と戦ったが、キシュワードによって討ち取られる。
モンフェラート
声 - 斧アツシ
ルシタニアで最も高潔な騎士として知られる。ルシタニアでは数少ない大軍を指揮できる有能な将軍であり、ボードワンと並んでギスカールの腹心の将軍。ルシタニア人ではあったが、神の名の元に異教徒を殺戮・略奪することには懐疑的である。聖堂騎士団に属していた弟を銀仮面卿によって斬殺される。ギーヴによって討ち取られる。
バラカード
ルシタニアの将軍でボードワンの副将格。トゥースの鉄鎖に顔面を砕かれ戦死する。
ファン・カリエロ
ルシタニアの将軍。男爵。モンフェラートの腹心。敗北後、生死不明。
ゼリコ
ルシタニアの将軍で子爵。国王殺害未遂犯となっていたイリーナ姫を救出したヒルメスが王都を離れる際、爵位の昇進をちらつかされてその追撃部隊の指揮官に任命されるが、ザーブル城に向かう途中で待ち伏せしていたサームによって討ち取られる。
ルトルド
ルシタニア屈指の大貴族で侯爵。狂信的な言動をもてあましたギスカールに実質的に追放され、ダイラム地方に私兵300騎を持って侵攻する。第2部では、パルス語が話せないために身元不明のルシタニア人として、ルージ・キルセ（紅い僧院）の街の牢に収監されていた。エステルにより牢から解放されるも暴走し、彼女に瀕死の重傷を与える。その後パリザードに襲い掛かるも、ドン・リカルドにより殺される。
バルカシオン
声 - 石原凡
ルシタニアの将軍で伯爵。60歳に近い老人。一人の人間としては尊敬に値する人物（ギスカール談）。聖マヌエル城の守備を任されるが、元々はルシタニア国立図書館の館長で、武将というよりは文官に向いていた。エステルの祖父とは旧知であり、彼女の後見役を引き受ける。突然の遭遇戦の際に判断が遅れ、聖マヌエル城へのパルス軍の侵入を許してしまう。落城の際、塔から飛び降りて自殺する。
クレマンス
声 - 中田和宏
ルシタニアの将軍。赤ひげの偉丈夫。まじめで信心深く、同じイアルダボート教徒に対しては親切で公正で気前が良く「正義の人クレマンス」と呼ばれたが、異教徒には徹底して残忍。チャスーム城の守備を任され、一時はパルス軍に対して攻勢に出る。しかし、ナルサスの詭計に嵌り、ダリューンによって討ち取られた。
プレージアン
ルシタニアの将軍。伯爵。単純かつ無思慮な性格。サルハード平原の戦いで右翼の増援部隊の指揮を任される。猪突猛進な戦い振りで、一時はパルス軍を押し返すが、突如現れたアルスラーン率いるパルス軍によって逆撃にあい、ダリューンによって討ち取られる。
ペデラウス
ルシタニアの有力な将軍で騎士団長。伯爵。味方に対しても残虐な性格で、異教徒に対しては残酷さを自慢するほどの暗愚な人物。エクバターナにて立ち小便している時に怪死する（魔道師アルザングの仕業）。その死を憐れむ部下は誰一人としていなかったが、ボダンは報復に異教徒1万人を火刑にせよと主張し、占領政策に腐心するギスカールと対立する。
ロレンソ
ルシタニアの貴族。侯爵。乗馬に黄金の鎖甲を着せ、自らも宝石や装飾品が多数付いた軍装をしていた。イスファーンによって自慢の甲ごと槍で突かれ戦死する。
オルガス
ルシタニアの宮廷書記官。ギスカールの元で実務の処理にあたる。ルシタニア人には数少ない有能な文官らしいが、武芸はからきしで、最下級の兵士にも劣る。第二次アトロパテネ会戦にてダリューンによって捕らえられ、ギスカール捕縛の原因となる。

### 主な騎士など
エステル・デ・ラ・ファーノ（エトワール）
声 - 折笠愛 / 三石琴乃 / 内山夕実
騎士見習い。茶褐色の髪に蜂蜜色の目の14歳の少女。男装しエトワールと名乗り、バルカシオン伯に従軍するが実戦経験はない。パルス軍が聖マヌエル城を落とした際に捕虜となる。敬虔なイアルダボート信者であり異教徒に激しい嫌悪を抱き、アルスラーンに対しても異教徒の総大将として非礼な態度を貫くが、パルス軍が敵の戦没者すら弔い捕虜を難民として保護する様子を見て、「異教徒は虐殺すべし」という価値観にしだいに変化が現れていく。
大戦後、帰郷して女騎士（セノーラ）の叙勲を受ける。荒廃したルシタニア再興のため、ギスカールの帰国を求める陳情団に参加し、ドン・リカルドらとマルヤムに向かうがギスカールの不興を買い、命からがらパルスに流れる。異教徒であるパリザードとも交流できる程度に柔軟な性格になってはいたが、赤い僧院（ルージ・キリセ）に収監されていたルトルド侯爵を解放しようと言い出し、侯爵の暴走によって瀕死に陥る。死に際し、アルスラーンにドン・リカルドらを託し永眠する。享年19。
荒川弘版のコミカライズおよびTVアニメ版において、「王都炎上」の3年前となる第一話のオリジナルエピソードで、名もなきルシタニアの奴隷として登場。物語開始の数年前からアルスラーンと接触し、彼が異教徒であるルシタニア人の文化や、外の世界に興味を持つきっかけを作った存在として描かれている。以後も「パルスの坊っちゃん」としてアルスラーンの正体を知らぬまま、ことあるごとに気にかける描写が挟まれていた。パルス侵攻時には小隊を預けられて参加する。参加した目的の一つとして3年前に同じく捕虜となった仲間たちの行方探しだったが、彼らは抵抗したために全員殺害されていた。アルスラーン軍の聖マヌエル城攻略中、敵軍を率いるパルス王太子を暗殺すべく少数で本陣を奇襲するが、その人物像を全く把握していなかったため正体を知り驚愕する。結果暗殺は未遂に終わり、捕虜となる。
オラベリア
ルシタニアの騎士。ギスカールの指示で銀仮面卿を追跡してデマヴァント山へ向かうが、地震に巻き込まれてドン・リカルドら同行者をことごとく失う。
第2部ではマルヤム国王ギスカールの下で大臣に匹敵する信任を受けている。使者としてミスルへ向かい、パリザードを拾う。イラクリオンにてルシタニア本国からの陳情団に帯同していた、旧友ドン・リカルドに再会する。
ブラマンテ
ルシタニアの騎士。第二次アトロパテネ会戦でメルレインに討たれる。
オルガノ
ルシタニアの高名な騎士。クバードの剛槍で討ち取られる。
ジャコモ
ルシタニアの高名な騎士オルガノの弟。クバードの剛槍で討ち取られる。
モンテセッコ
ルシタニアの騎士。第二次アトロパテネ会戦でジムサに討たれる。
ゴンザガ
ルシタニアの貴族。男爵。
フォーラ
ルシタニアの騎士。ゴンザガ男爵の弟。
デ・モーラ
ルシタニアの老騎士。マルヤム国王となったギスカールへの陳情団の団長。エステルの祖父の友人。道中に病に倒れ死去。
ドン・リカルド
ルシタニアの騎士。30歳。騎士オラベリアの友人で、ギスカール公爵の命を受けた僚友に同行したものの、大地震に巻き込まれてデマヴァント山で行方不明となる。迷い込んだ地下で蛇王ザッハークの影を見てしまい、髪も鬚も真っ白になるほどの恐怖で記憶を失う。その後、近くの村に保護され、白鬼（パラフーダ）と呼ばれていた。高潔で公正な性格で、異教徒に対しても偏見を持たず、銀仮面一党と単身対峙するギーヴを見て思わず「多勢に無勢であり騎士道にもとる、助勢せずともよいのか？」とオラベリアに問いかけた。大戦後はエステルと共にルシタニアへの帰路につく。
その後はパラフーダを参照。

### その他
ベラスコ
デ・モーラの死後に、マルヤム国王となったギスカールへの陳情団の団長になった。

## シンドゥラ

### 主な王族
ラジェンドラ二世
声 - 三ツ矢雄二 / 梅津秀行 / 鳥海浩輔
シンドゥラ国王カリカーラ二世の庶子で、異母兄ガーデーヴィと王位をめぐり争っていた王子。第1部の登場時の年齢は24歳。奴隷を母にもつ。小麦色の肌に、鑿で削ったような深い目鼻だちをしており、笑うと蕩けるような愛嬌がある。王宮にこもりがちなガーデーヴィと違い、気軽に町に出ては庶民と気さくに接することから、下級兵士や貧しい民衆に親しまれている。ただ血統が弱いため貴族層の支持はあまり無い。
カリカーラ王の昏倒後、ガーデーヴィとの後継者争いにおける点数稼ぎを目的にペシャワール城に侵攻するが、ナルサスの策略にかかり、アルフリードに捕らえられる。捕虜として連行されたパルス陣営でアルスラーンから盟約を提案されて承諾し、パルス軍の活躍によって宿敵のガーデーヴィ軍を撃破する。さらには神前決闘において、自身の代理人になったダリューンが決闘に勝利したことで正式に後継者に定められ、シンドゥラ国王に即位する。
ずうずうしく軽薄な上に大変欲深い性格。難事においては躊躇なく厚かましい態度でアルスラーンへ泣きつくが、都合が悪くなると手の平返しもいとわない。アルスラーンらの活躍でシンドゥラ王になれたにもかかわらず、その直後に騙し討ちしようと策謀をめぐらしたりするが、ことごとくナルサスに策謀を看破され、逆に痛い目にあっている。それにも懲りずにアルスラーンのことを「我が心の兄弟」と呼ぶ厚顔ぶりのため、パルス陣営ではアルスラーン以外に彼に好意的な人物はいないが、害意を抱かせるほど極端に憎まれているわけでもない。ナルサスには「自分自身をも騙し切ることができるほどの、生まれついての『演技者』」と評されている。基本的には聡明で、自分の利害がからまない他人事に関しては正確に事態を把握できる一方、邪気が多すぎるため、自分の利害がからむととたんに判断を狂わせてしまう。
第2部では大陸公路周辺諸国の中で、もっとも手のひらを返すことに長けているといわれる抜け目のない国王（ラージャ）と呼ばれている。国王としては水準以上の名君で、軍事・内政・外政にも相応の有能さを兼ねており、ナルサスも認めているほど。民政にも心を配っており、陽気で気さくな人柄から、臣下や民衆の支持も高い。悪評高い抜け目なさについても、弱い民衆は決して騙したり裏切ったりしておらず、実は彼なりの信念がある様子である。パルスの武将には相変わらず人望がなく、借金を返さずさらに借金を申し込む者のことを「ラジェンドラ三世」と呼びはじめる武将もいる。
ザッハーク戦後は、国外に出なかったこともあって周辺諸国では唯一健在の王となる。その後、混乱を極める他国を尻目に、ギーヴやエラムら亡命パルス人の協力や「賢妃」サリーマの助力もあって、旧チュルク領や東方にシンドゥラの版図を広げ、「大王」と称される治世を築き上げた。アルスラーンを「友人」と呼んでいるのも口先だけのことと自身では思っていたが、物語の終幕でアルスラーンの死を聞くと涙を流して悲しみ、自分でもそのことを不思議がっていた。
名前の由来は、古代インドの王朝チョーラ朝の全盛期を築いた王「ラージェーンドラ」（意味は「王インドラ」）から。
ガーデーヴィ
声 - 鈴木勝美 / 堀之紀 / 千葉進歩
シンドゥラの王子。ラジェンドラより1カ月年長の異母兄であり、政敵でもある。かつてはマヘーンドラの娘サリーマをめぐる恋敵でもあった。ラジェンドラに比べ世間知らずで、感情的になりやすく部下に当たり散らし、自分への忠誠と貢献を当然のものと思っているなど、君主の器としてはかなり劣る。目下の者への心配りができないため民衆には人気がないが、領主や諸侯からは支持されていた。ラジェンドラに言わせれば、長子であり生母の身分も高いが王太子として正式に立てられなかったのは、ガーデーヴィがラジェンドラよりはるかに見劣りするからだという（事実、父王もそれに類することを述べている）。槍術（投槍）を得意とし、バフマンとマヘーンドラを死に至らしめた。戦象部隊を中心とした優勢な軍勢でラジェンドラ軍を殲滅しようとしたが、アルスラーンの助力とナルサスの計略に敗れる。退いたところでカリカーラが覚醒し神前決闘を申し渡したため、バハードゥルを代役と立てるもののダリューンに破られる。
神前決闘の結果を踏まえ、父王カリカーラ二世がラジェンドラを後継者に指名したため、そんな裁定は受け入れないとクーデターを起こし、カリカーラごとラジェンドラを始末しようとする。しかしガーデーヴィがマヘーンドラを殺したため自軍に混乱をもたらし、クーデターに失敗。逃亡し妻サリーマのもとに匿われるものの、サリーマの裏切りによりラジェンドラへ引き渡された。反逆者として処刑が決定し、執行される直前に「宴」と称して食事や料理を振舞われる中、ラジェンドラに対し自らの敗北を認め、彼への忠誠を誓い助命を請う。しかし、ラジェンドラに自分を生かす気が全く無いことを察して絶望。丁度その場に現れたアルスラーンを見た瞬間に逆恨みを爆発させ、自ら割った食器の破片でアルスラーンの抹殺を図るが、飛来したアズライールに右目を嘴で潰され失敗し捕らえられる。最期はラジェンドラの臣下により、斧で首を切断される。
反乱の部分が荒川版とアニメ版で違い、アニメではサリーマが登場せず、その関係の因縁もでてこない。バフマンはシンドゥラ戦より前に死亡。マヘーンドラに対しては、マヘーンドラが神前決闘の結果を受け入れるよう進言したため、激昂して長剣で斬り捨てている。またクーデター失敗の原因も、少数の手勢を率いてラジェンドラを始末しようとしたが、それをダリューンが一蹴し拘束したため、となっている。
カリカーラ二世
声 - 岸野一彦 / 梅津秀行
シンドゥラ国王。登場時の年齢は52歳。シンドゥラ国を大過なく治めてきたが、10年前に王妃が死去した後、公然と美女あさりをはじめ、あやしげな強精剤を酒とともに大量摂取した結果、半年前に突然倒れて昏睡状態に陥った。彼が王太子を冊立しないうちに倒れたことが、ラジェンドラとガーデーヴィの争いの一因となっている。2人の争いのさなかに目を覚まし、神前決闘により決着をつけるよう言い渡し、敗者ガーデーヴィの今後を憂えながら没した。名前の由来は、古代インドのチョーラ朝の全インドを征服したという伝説の王「カリカーラ」から。

### 主な将軍など
マヘーンドラ
声 - 金尾哲夫
シンドゥラの世襲宰相（ペーシュワー）で、ジャスワントの主君。国政では安定した業績を挙げている。娘サリーマをガーデーヴィに嫁がせており、ガーデーヴィ派の重鎮である。神前決闘の結果に異議を唱え、錯乱したガーデーヴィの投槍により命を落とす。彼が主君ガーデーヴィに殺されたという事実は、ガーデーヴィ派に激しい動揺を与え、ガーデーヴィの反乱が失敗する大きな一因となった。
アニメにおいては、投槍ではなく長剣による斬殺に変更されている。また荒川版においては、ガーデーヴィを宥め主君の助命を乞うたが当のガーデーヴィに裏切りと見做され殺された。
名前の由来は、インド神話に登場するインドラ神の尊称「マヘーンドラ」（意味は「偉大なインドラ」）。
プラダーラタ
声 - 武内駿輔
シンドゥラのガーデーヴィ派の将軍。偃月刀を操る屈強の戦士。カーヴァリー河を越えたアルスラーン・ラジェンドラ連合軍を迎え撃つが、ダリューンによって討ち取られる。
ゴーヴィン
声 - 間宮康弘
シンドゥラのガーデーヴィ派の将軍。グジャラート城の城司。ラジェンドラ派と連合を組んだパルス軍に夜襲をしかけるが、ナルサスの奇計に嵌り失敗する。ダリューンの投槍によって討ち取られる。
ターラ
声 - 樫井笙人
シンドゥラのガーデーヴィ派の将軍。グジャラート城の副城司。ラジェンドラ派と連合を組んだパルス軍に夜襲をしかけるが、ナルサスの奇計に嵌り失敗する。ファランギースに討ち取られる。
プラケーシン
シンドゥラのガーデーヴィ派の将軍。グジャラート城の副城司。巨体を持ち大刀をふるう。ダリューンによって倒される。
ダラバーダ
シンドゥラのガーデーヴィ派の将軍。カーヴェリー河を越えてパルスに侵入するが、キシュワードによって一刀の元に敗死する。
クンタヴァー
シンドゥラのラジェンドラ派の将軍。神前決闘の判決に異を唱え、逃亡したガーデーヴィの隠れた先の密告を受け、彼を捕える。シンドゥラ王位継承戦役終了後、シンドゥラのパルス軍への援軍の指揮官となる。ラジェンドラの計略によってパルス軍に混乱をもたらすはずが、ナルサスに見抜かれ討たれる。
プラージヤ
シンドゥラの将軍で、王宮警備隊長を務める。ミスルの使者として来訪し、ラジェンドラ二世の説得に失敗すると彼を害そうとした「右頬に傷のある男（シャガード）」を取り逃がす。国王殺害未遂犯を取り逃すという重大な過失にもかかわらず、ラジェンドラ二世は彼に罰金を課したのみで、王者の寛大さ（と同時に、未遂犯に殺された兵の遺族に見舞金を支払っており、その損失補填を行う抜け目なさ）を示した。
アラヴァリ
シンドゥラの将軍。国内を掠奪する正体不明の仮面兵団討伐の軍を率いるが、ほぼ一撃で粉砕され敗走する。
パルー
チャンパの城司を務める文官の老人。侵入した賊によって城壁より突き落とされ死亡。
パルバーニ
シンドゥラの将軍。コートカプラ城の城司。侵入してきたチュルクとの戦いで戦死。
ナワダ
シンドゥラの将軍。コートカプラ城の副城司。チュルクの将軍シングと壮絶な一騎討ちの末に戦死する。
ナタプール
シンドゥラの大臣で重臣。
アサンガ
シンドゥラの宮廷書記官。小肥りの若い男で、宮廷に仕えて間もなく、ラジェンドラの性格をあまり知悉していない。
バリパダ
主としてシンドゥラの東方国境を守ってきた将軍。35歳。「カリムガングの戦い」でシャン族を打ち破り武名をとどろかす。東部国境が安定したため、国都ウライユールに呼び寄せられた。将来のシンドゥラ国軍総司令官候補とされる。

### その他
バハードゥル
声 - 楠大典
神前決闘（アディカラーニャ）でガーデーヴィの代理戦士として指名された男。身長2ガズ（2m）を超える巨漢で、知性の欠片も見られない、まさに野獣である。ラジェンドラによれば「鮫と同じ」で痛みを感じるということがなく、死ぬまで戦うという。あまりの凶暴性ゆえか鎖につながれていたらしいが、ラジェンドラの代理戦士となったダリューンに対抗すべくガーデーヴィによって解放された。激闘の末、ダリューンに討ち取られる。名前の由来は、近世ペルシャ語で「勇者」を意味する言葉。
サリーマ
シンドゥラの世襲宰相マヘーンドラの娘で、「ラクシュミー女神の落し子」と呼ばれるほどの美姫。ガーデーヴィ王子の妻。ガーデーヴィとラジェンドラが恋敵として争ったほどの美貌に加えて聡明さと苛烈なまでの決断力をあわせ持つ女性。
神前決闘後に父マヘーンドラをガーデーヴィに殺された後、逃亡したガーデーヴィをかくまうふりをして捕らえ、ガーデーヴィの競争相手であるラジェンドラ王子のもとに引き渡し、父の仇をとった。
第2部では、シンドゥラ国王となったラジェンドラの庇護を受けひっそりと暮らしていたところ、チュルクの亡命貴族カドフィセスを傀儡のチュルク国王に擁立しようと考えたラジェンドラからチュルク王妃としての政略結婚をもちかけられ快諾する。だが、彼女との結婚を求めたバリパダ将軍が、公開討論の場で逆上してカドフィセスを殺したため結婚話も白紙となり、最後はラジェンドラの王妃となる。物語のその後では、ラジェンドラ「大王」の治世を支えた「賢妃」として讃えられたという。
なおアニメ版では出番も語られることも無い。反乱時のガーデーヴィ捕縛はダリューンが果たしている。
名前の由来は、ムガル帝国のアクバル大帝の妃。

## マルヤム

### 主な王族
イリーナ
声 - 中村ひろみ / 岡村明美 / 茅野愛衣
マルヤムの[[内
親王]]。国王ニコラオス四世と王妃エレノアの娘で、姉ミリッツァがいる。白く秀麗な顔立ちで、黄銅色の髪をしているひどく儚げな美姫。眼病によって視力を失っている。パルスを脱出した後マルヤムに滞在していたヒルメスと幼い頃に交流し、互いに好意を抱く。ルシタニアのマルヤム侵攻で両親と姉を失い、マルヤム王家唯一の生き残りとしてパルスに逃れ、紆余曲折を経てヒルメスと再会する。その後はヒルメスと共にチュルクに滞在し、夫婦として幸せな生活を送るが、病に罹り妊娠中の子とともに病死する。
ミリッツァ
マルヤムの内親王。国王ニコラオス四世と王妃エレノアの長女。ルシタニア軍襲来時に、妹イリーナとともにダルバンド内海の西北岸にあるアクレイヤ城に逃げ込む。2年の間籠城を続けるが、内通者によって落城し、イリーナを脱出させた後に塔から身を投げる。

### 主な貴族・騎士
コリエンテ
ルシタニアの支配下になったマルヤムの貴族。伯爵（後に侯爵）。ボダン派であったが、ザカリヤ野の戦いの最中配下の軍2千を率いてギスカール派に寝返る。ギスカールがマルヤムの政権を握りケファルニス朝を開くと、トライカラ侯爵と勢力を二分するほどの権力を持つに至る。
ランチェロ
伯爵家出身の騎士。長男であったが母親の身分が低かったため、家督は弟が継いだ。立身出世のためにトライカラの城塞に幽閉されたギスカールの救出を試みる。しかし土壇場で同志のウェスカに密告され、ボダンに処刑される。
ウェスカ
騎士。能弁で才覚がある。ランチェロと共謀し、トライカラの城塞に幽閉されたギスカールの救出を企てる一味に加わっていた。実はボダンに影で通じており、ランチェロを密告し処刑させるも、後にランチェロの愛人に殺害される。
アリカンテ
ルシタニアの支配下になったマルヤムの貴族で伯爵。ボダン派に組し、トライカラの城守を務める凡庸な男。ギスカールを逃亡させてしまい、ボダンの怒りを恐れて嘘の報告をするが、のちに露見して問責され、ボダンによって処刑される。
カステロ
アリカンテ伯爵の甥。跡継ぎがないアリカンテ伯爵家の相続権を持っていたが、伯爵家に男児が生まれたため相続権を取り消された。ランチェロと同じように立身出世を狙い、ギスカールの脱獄を助ける。ギスカールがマルヤムの政権を握りケファルニス朝を開くと、トライカラ侯爵として権勢を振るう。

### その他
ジョヴァンナ
声 - 真山亜子
マルヤム王宮の女官長。頭髪は白いが、肌にはつやがあり、姿勢も正しい。気力や知恵も十分にあり、したたかで頼れる60歳くらいの女性。内親王イリーナとともに、舟でダルバンド内海を使いマルヤムからパルスへ脱出する。

## ミスル

### 主な王族
ホサイン三世
ミスルの国王。39歳。禿げ上がった頭と肥満体で風采は上がらないが、国王としての手腕はそれなりに持っており、周辺諸国の列強が争っている間にも出征せず、ひたすら内政に集中し国力を温存していた（ただしヒルメスの評では、これといった善政はしていない）。
自国の奴隷制度を守るため、またパルスから来たシャガードの献策もあって政治方針を変更し、奴隷解放を宣言したパルスへの外征を開始するが撃退され、宿将カラマンデスを失う。その後、シャガードをヒルメス王子に仕立て上げて、パルスを手中にすべく陰謀を巡らせるが、謀略家としての手腕はいささか中途半端であった（謀略面で支える家臣もおらず、またクシャーフルと名乗ったヒルメスをヒルメスに仕立て上げようと目論むほど）。平凡な日々の中でかつてヒルメス王子に仕立て上げようとしたシャガードに面会しようと思い立ったのが彼の命運の尽きであり、結局はシャガードの暴発によって横死する。
サーリフ
ミスルの王子で、母親は平民出身で後ろ盾がなく、しかも病弱な為、後宮の片隅で母子でひっそりと暮らしていた。ホサイン三世の急死後に、グーリイと客将軍クシャーフルの推挙により、8歳でミスル国王に擁立される。ヒルメス没落後、国王位への野心を持ったテュニプにより殺害された。

### 主な将軍など
マシニッサ
ミスルの将軍。28歳。髪も瞳も口髭も黒々としており、肌は赤銅色に焼けた長身の人物。ミスル随一の勇名を馳せるほど、戦場では有能で、駱駝と馬との高低差で若干有利ではあったものの、大陸公路最強の誉れ高いパルスのダリューンと30合にわたって戦い続けた。ただし大局的な視点に欠けるため、ホサイン三世からの信頼を得るに至っていない。性格は強欲で猜疑心と嫉妬心が強く人望が無い。ミスルの陰謀を知ったザンデを騙し討ち同然に殺害したため、それを知ったヒルメスの憎悪を受ける。そのため、後に宮廷で起きた事件に乗じたヒルメスによって「国王殺害の共犯者」に仕立て上げられ殺される。
カラマンデス
ミスルの先王以来から数々の武勲を挙げている宿将。髪も鬚も灰色がかった老将。ミスル軍を率いてディジレ河を越えてパルスへと侵攻する。ダリューンとの一騎討ちで討ち取られる。
グーリイ
ミスルの宮廷書記官長。痩せた男で水気がない容貌から、陰では「歩くミイラ」とも呼ばれている。宮廷の歴史や諸事に通じており、クシャーフルの称号である「客将軍（アミーン）」は彼が故事に基づいて提案したものである。ホサイン三世の急死後は、摂政として国政を取り仕切ることとなる。
ギランのシャガード
声 - 櫻井孝宏
パルス人でギランの豪商の一人。ナルサスの旧友で、アルスラーンに従うことを決めたナルサスはエラムを彼に預けようと考えていた。かつては共に奴隷解放の理想を語り合った仲であったが、奴隷を労働力として使っていることなどから、いつしか偏向して奴隷制度を肯定するようになっていた。さらに海賊と謀ってギランを劫略、アルスラーンも捕らえようとする。しかしナルサスの計略にはまり失敗、逃亡を図るが、告死天使（アズライール）の爪にえぐられて右頬を負傷し捕らえられる。アルスラーンが彼に下した判決は、1年間、奴隷（ゴラーム）として実際に惨めな生活を体験させることであった。
その後、ナルサスへの復讐に燃え、素性を隠した上でミスルに逃れてホサイン三世を唆し、パルス侵攻を企てるが撃退される。次いでシンドゥラへ赴き、ラジェンドラ二世に反パルス同盟を呼びかけるが拒絶される。その後、ホサイン三世の企みに荷担し、ヒルメスの偽者「黄金仮面」となってパルス侵略の旗印となるが、その際に顔を焼かれたことでホサイン三世を恨んでいる。食事の際に出された羊の骨を武器に、ある日気まぐれでシャガードの元を訪れたホサイン三世を人質にとり、これがミスル及びヒルメスにとっては大きな運命の変転ともなった。
クシャーフル
「客将軍（アミーン）」の称号を持つパルス人で、ミスル国内の亡命パルス人部隊を率いる。正体はパルスの王子ヒルメス。クシャーフルの名は、英雄王カイ・ホスローの子でありながら王位につけなかった王子に由来する。ミスルの客将として、アシュリアル地方の盗賊退治などの任務をこなし、ホサイン三世からの信頼を得る。引退を申し出ていた南方軍都督カラベクの後釜として就任する予定であったが、ホサイン三世の急死後は事実上ミスル軍の最高責任者となる。だがパルス人ゆえにミスルに足場がなく、失脚につながる。
クオレイン
アクミームに住むパルス人。パルスのフゼスターン地方の貴族出身だが、アルスラーンによるパルスの奴隷解放によって財産を失いミスルに渡った。ミスル国内の反アルスラーン派パルス人の3人の有力者の一人。元貴族という身分にこだわるだけの尊大な男で、「客将軍（アミーン）」クシャーフル（本物のヒルメス）の指揮下に入ることを拒否したため、彼に一刀のもとに斬殺される。パルス国内にいる反アルスラーン派とも連絡を取っていたとされる。
カラベク
ホサイン三世の時代の南方軍都督（キャランタル）。老齢のため引退を願い出る。息子が3人いる。
ビプロス
ホサイン三世の時代の南方軍都督カラベクの次男。アカシャにナバタイ軍の奇襲があった際に、カラベクの命により脱出し、王都への救援を求める使者となる。
テュニプ
ホサイン三世の時代の南方軍都督カラベクの長男。40歳。肩幅がひろくずんぐりとした体型の男。王都アクミームで起きた混乱に乗じミスル国の乗っ取りを実行する。ミスル宮廷内に密偵を送り込んでおり、またラヴァンを取り込み、ナバタイの侵攻の偽情報をでっちあげるなど、尋常ではない謀略の才の持ち主であり、ヒルメスは「曲者」と評した。
ザイード
クシャーフル（ヒルメス）隷下のパルス人部隊の大隊長。ミスル南方軍との第一峡谷での戦いで戦死する。
フラマンタス
クシャーフル（ヒルメス）隷下のパルス人部隊の大隊長。大きな声を持ち、パルス人には珍しくミスル語に長ける。客将軍府でのミスル南方軍との戦いで戦死する。
アドリス
クシャーフル（ヒルメス）隷下のパルス人部隊の大隊長。王宮で発生した反乱の最中に、反乱首謀者であるにシャガードに顎の下を斬られ戦死する。
ラッザーク、セビュック
クシャーフル（ヒルメス）隷下のパルス人部隊の大隊長。客将軍府でのミスル南方軍との戦いで戦死する。
ウニタ
客将軍クシャーフル配下のミスル人部隊の部将で、ミスル南方軍との第一峡谷での戦いで額に矢を受け戦死する。
シャカパ、エサルハド
客将軍クシャーフル配下のミスル人部隊の部将。

### その他
ラヴァン
パルス出身の商人。口が達者で抜け目が無い。ヒルメスに雇われて情報収集を行ない、多くの重要な情報を彼にもたらす。だがヒルメスに忠誠心を持っていたわけではなく、とある情報をヒルメスに秘密にしていたことが、ヒルメスの失脚につながる。
フィトナ
ナバタイ東王国からミスル国王へ献上された若く美しい娘。「孔雀姫（ターヴース）」の称号で呼ばれる。パルス人。レイラ、パリザードと同じ銀の腕輪を所有する。クシャーフル（ヒルメス）とともにミスルを手に入れるべく、ホサイン三世を誘惑し策動する。後に宮中に起きた事件の渦中に迷わず飛び込んでいったことが、ヒルメスの実権掌握につながる。
ヌンガノ
ミスル後宮（ハレム）の黒人宦官。ナバタイのさらに南の出身。宮廷で起きた事件がきっかけでフィトナに忠誠を誓う。だが実際は別の人物に忠誠を示し、ミスル宮廷の情報を流していた。
ギルハーネ
サーリフ王子の生母。サーリフ王子の即位に伴い王太后となるが、自己と息子の王位の不安定さを理解し、完全なる傀儡であることで身を守ろうとする。だが、クシャーフルの後を襲ったテュニプによりサーリフは殺害、その直後おそらく自殺。

## チュルク

### 主な王族
カルハナ
チュルクの国王。元々はチュルクの宰相であり武将であったが、王族の娘を娶り副王を経て即位した。ずば抜けた長身の人物。有能ではあるが陰険で猜疑心が深く、部下には能力よりも忠誠心を要求する性質である。亡命中のヒルメスを使ってパルス侵攻を企図するが失敗し、精鋭の軍団を失ったうえヒルメスには逃げられてしまう。自らは天険の要害である王都にあって動かないことから、『チュルクの穴熊』と渾名を付けられる。魔軍によるヘラート襲撃時において、地下牢にて魔将軍イルテリシュとの一騎討ちの末に戦死する。
カドフィセス
カルハナの従弟。近親者を王位を脅かす者とみなすカルハナによって警戒され、居心地の悪い思いをさせられていた。
カルハナから長女の婿に指名されるが、同時に身一つでパルス軍の包囲下にあるチュルク軍と合流し、パルスを撃退するという無理難題を押し付けられ、事実上チュルクを追放される。
その後パルス軍に捕らえられ、汚い（？）拷問にかけられた挙句、シンドゥラ国王に引き渡される。
シンドゥラ国内に軟禁中にラジェンドラの策略により、チュルク侵攻の大義名分とするため、チュルク王へと推戴される。見返りとしてガーデーヴィの元妻であり、絶世の美女であるサリーマとの縁談を持ちかけられる。
その後パリパダ将軍がサリーマに求婚してラジェンドラを困惑させ、公開討論の席でバリパダを嘲り、逆上した彼に腹部を斬られ死亡する。

### 主な将軍など
ゴラーブ
パルス・チュルク・シンドゥラの3か国の国境にある鉄門（カラ・テギン）から、パルスに侵攻して来たチュルク軍を率いる高名な将軍。パルス軍の捕虜となった。ギーヴらによってチュルクへと送還される。
シング
チュルクの将軍。ザラフリク峠に布陣したチュルク軍の主将。パルス軍に敗れシンドゥラ領内へと落ち延びる。コートカプラ城を一時占拠するが、パルス軍によって再び敗北する。助命されチュルクへの帰途へついた。チュルク帰国後に汚名返上の機会としてパルス国境付近の偵察の命を与えられ、妹婿のザッハルらとともにパルス領内へ侵入する。偵察を目撃したエステル一行を抹殺しようとするが、ドン・リカルドによって返り討ちにあう。
デオ
チュルクの将軍。ザラフリク峠の戦いに参加する。パルス軍に敗れシンドゥラ領内へと落ち延びる。
ドラーニー
チュルクの将軍。ザラフリク峠の戦いで、パルス軍を罵倒した結果、ファランギースの弓の神技によって射殺される。
シカンダル
チュルクの将軍。ザラフリク峠の戦いに参加する。ダリューンによって討たれる。
プラヤーグ
チュルクの将軍。チュルク屈指の勇将。ザラフリク峠の戦いに参加する。
イパム
チュルクの将軍。軍監（ターリキー）の一員として仮面兵団と行動を共にする。シングの妹婿。上には卑屈で下には尊大な小人物。パルス軍に敗れシンドゥラに落ち延びたチュルク軍との合流を主張する。激昂したブルハーンによって斬殺される。
ザッハル
チュルクの騎士。シングの妹婿で、シングらと共にパルス国境付近の偵察の任務を受け、パルス領内へと潜入する。目撃者抹殺のためにエステル一行を襲撃するが、ドン・リカルドによって討ち取られる。
ジャライル
シング将軍の息子で国王カドフィセスより、パルス国王アルスラーンの暗殺を命じられる。エクバターナへの道中に迷い込んだデマヴァント山で、魔将軍イルテリシュに拾われ命を救われる。蛇王の眷属および使徒では触れることのできない封印用の鎖をやすりで削り、蛇王の封印を解く役目を負う。蛇王の再臨後に気絶したレイラを運び出す。魔軍によるヘラート襲撃時に家族を地下牢から解放した際に母を失うが、残りの家族とともに山奥にある父祖の地へと帰ることとなる。
バイスーン
ザッハルの息子で、国王カドフィセスよりパルス国王アルスラーンの暗殺を命じられる。パルスへの道中でジャライルとの小競り合いの末、ジャライルによって斬られ崖から転落死する。
ビサリスク
ヘラートの階段宮殿の警護担当の将軍。魔軍襲来時に魔将軍イルテリシュと斬り結ぶも、力及ばず敗死する。
チャマンド
重臣などではなく宮廷書記官の一人であったが、奇妙な成り行きによって魔将軍イルテリシュによって文官の代表として扱われることになる。魔軍によるヘラート襲撃後に、魔将軍イルテリシュからチュルクの国庫開放の命を受ける。

## トゥラーン

### 主な王族
トクトミシュ
声 - 玄田哲章
トゥラーンの国王（カガーン）。激烈な権力闘争の後に即位した。略奪が産業であるトゥラーンにあって、国民と臣下の忠誠と支持を得るためにパルスへ侵攻する。パルスでのペシャワール攻城戦に敗戦し、イルテリシュに叛かれて殺される。
イルテリシュ
声 - 岸野一彦 / 稲田徹
トゥラーンでは親王（ジノン）と呼ばれる。ダリューンに斬り倒されたという先王の王弟の子。パルス軍からは「狂戦士」ともよばれる。ナルサスの計略に陥り、パルス軍に敗北して弱気になっていた国王トクトミシュを殺害し、一時的に王位に即く。その後、パルス軍に再度戦いを挑むが敗北し、単身彷徨っているところをグルガーンら捕らえられ、蛇王ザッハークの眷属となった。魔軍を率いてペシャワールに攻めるが、クバードらによって撃退される。この戦いで魔将軍（ガウマータン）と呼ばれるようになる。ペシャワール攻防戦のあと、ザッハークの呪いから解放される（目覚めた？）が、パルスへの憎悪で魔道師たちと連合する。第16巻のエクバターナ攻防戦では、クバードとの戦いにて、両者相討ちとなり戦死する。

### 主な将軍など
カルルック
トゥラーンの有力な将軍。他国に使者として赴くなど、外交の事情に詳しく、トゥラーンにあって貴重な知略の将。槍の名手。ペシャワールの戦いでクバードが「ときには武勲を立ててでかい面をする為の犠牲」として討ち取られる。
タルハーン
声 - 斉藤次郎
トゥラーン随一の猛将として知られる。35歳。筋骨たくましい巨漢で、顔の下半分が赤黒い髭に覆われている。ペシャワール攻城戦におけるパルス軍との戦いに際し、国王トクトミシュを戦場から逃がすために、ダリューンとの壮絶な一騎討ちを演じ、戦死する。
ボイラ
声 - 飯島肇
トゥラーンの将軍。勇将として知られる。キシュワードとの対決は一度は互角に渡り合い引き分けるが、再戦し戦死する。
ディザブロス
声 - 山口太郎
トゥラーンの将軍。ペシャワールの戦いでイスファーンに馬上から斬って落とされる。
バシュミル
声 - 山本兼平
トゥラーンの有力な将軍。
ペシャワールの戦いで負傷し、トゥラーンに戻ることなく各地を放浪していたが、チュルクの王都ヘラートで魔将軍イルテリシュと偶然にも再会する。再会後にイルテリシュの配下に加わり、上将軍（アンダルム）を名乗ることを許される。蛇王の血をのみ変貌したイルテリシュを案じたまま、パルス軍との戦いで白鬼に斬られた。
ブルハーン
トゥラーンの将軍であったジムサの弟で、忠勇優れた少年のように若い(おそらく20未満)青年。仮面兵団に参加し、メルレインの一撃からヒルメスを救ったことによって幹部に抜擢され、兄が仇敵パルスに投降したことによって故郷で白眼視されたことを庇われたことからヒルメスに絶対の忠誠を誓った。ザーブル城でアルフリードを射殺し、ヒルメスの殿をつとめてパルス軍の捕虜となり、メルレインとの決闘処刑で右足の腱を切られた状態で30合打ち合うも力尽きて首をはねられた。 兄に苦しめられながらも思慕することを止められなかった青年が、妹思いの兄の友人に憎悪すべき仇として斬られるという、皮肉な結末だった。
ドルグ
仮面兵団の一員で、中級指揮官の一人であったが、コートカプラ城で戦死する。
クトルミシュ
仮面兵団の一員で、初老の戦士。コートカプラ城の戦いでヒルメスがダリューンの一騎討ちで危機に瀕した際に割って入り、ヒルメスを救おうとしたが、これに逆上したヒルメスによって討たれる。ヒルメスは自らの行為に衝撃を受け、「敵に背を見せて逃亡する」という予想外の行動に出る。
バラク
仮面兵団の一員であったが、仮面兵団壊滅後もヒルメスに従い、ミスルへと同行する。客将軍府でのミスル南方軍との戦闘によって戦死する。
アトゥカ
仮面兵団の一員であったが、仮面兵団壊滅後もヒルメスに従い、ミスルへと同行する。ヒルメスとともに水路でアカシャへ向かう途中の第一峡谷で、ミスル南方軍による奇襲を受けて戦死する。

## バダフシャーン
カユーマルス
バダフシャーン公国最後の公王。パルスの王弟である大将軍アンドラゴラスに率いられたパルス軍によって首府ヘルマンドスが陥落した際に、塔から身を投げ自殺する。

## 絹の国（セリカ）
銅虎将軍（ドウコ）
絹の国の将軍で黒い軍装をした鴉軍を率いる。年齢は30代半ばで、顔は赤銅色に灼け、太い眉と雷光に満ちた両眼を持ち、左頬には白く刀痕が浮き出ている。甲冑の色と同じ見事な黒鬚を持つ。若かりしダリューンが戦わずして敗北を認めた相手。
星涼（シンリァン）
絹の国の公主。美しい女性で黒真珠のような瞳を持ち、名工が彫り上げたような秀麗な鼻と口をしている。娘子軍と呼ばれる女性だけの部隊によって護衛されている。ダリューンに会ったとき、影武者と入れ替わって「花冠将軍」と名乗っていた。
江南的四虎（チャンナン・タ・スーフー）
高名な四人組の剣士。
太上皇
先代の51代皇帝。在位中は国を立て直した名君だった。老齢から息子に譲位して悠々自適な隠居生活に入るが退屈を持て余す。
藍妃（ランフー）
太上皇の愛人。隠居した太上皇に見初められ、男児を産む。

## ファルハール
ムルク
パルス使節団の通訳兼案内役。抜け目のない性格。年齢不詳（本人曰く「永遠の18歳」）の人物で鞠のような体格だが、体がたるんでいるわけではない。ファルハール語、パルス語、絹の国（セリカ）語に加えて、トゥラーン語、チュルク語、シンドゥラ語、ミスル語に長ける。金や銀よりも真珠を好み、内陸の塩湖で真珠貝の養殖を行うことが夢で、資金集めをしている。